# 일본 프로 야구 베스트 나인
일본 프로 야구에서 베스트 나인(일본어: ベストナイン)은 프로 야구 선수에게 수여하는 상 중 하나이다.

## 개요
시즌 기간 동안에 좋은 성적을 남긴 투수, 포수, 1루수, 2루수, 3루수, 유격수, 외야수 등의 각 포지션별로 기자단 투표에 의해서 1명(외야수는 포지션에 관계없이 세 명)을 선정한다. 기자단 투표이기 때문에 하나의 포지션으로 여러 선수가 동일한 득표수에서의 최고 득표를 획득하여 선정되는 경우가 있다. 대표적인 사례로는 2004년에 센트럴 리그 2루수 부문에서 아라키 마사히로와 그렉 라로카가 공동 수상자로 선정됐는데 이것은 양대 리그가 출범한 이후 처음이다.
1940년에는 제1회 시상식이 치러졌고 전후 시기인 1947년에는 제2회 시상식을 치르면서 같은 해부터 매년 시상을 했다. 1950년 양대 리그가 분열한 이후에는 센트럴·퍼시픽 리그에서 각각 9명을 선정했고 1975년 퍼시픽 리그에서 지명 타자 제도를 도입한 이후 퍼시픽 리그 베스트 나인에서는 지명 타자를 포함한 10명을 선정하고 있다. NPB에 있어서의 정식 명칭은 지명 타자를 제외한 9명은 ‘베스트 나인상’(ベストナイン賞), 지명 타자에 대해서는 ‘베스트 DH상’(ベストDH賞)과 구별이 이루어지고 있다.
2012년까지 센트럴 리그에서는 베스트 나인의 투수 부문에서 최우수 투수로서도 시상했다(현재는 센트럴·퍼시픽 양대 리그 모두 정규 시즌 승률 1위 투수가 수상자로 선정되고 있다).
투표 자격을 가진 기자는 전국의 신문, 통신사, 각 방송국에 소속돼 있으면서 5년 이상 프로 야구 관련 취재를 담당하고 있는 사람에게 자격이 주어지며, 각 포지션마다 추천하는 1명의 선수 이름을 기입하여 투표한다. 각 포지션 최다 득표를 얻은 선수가 베스트 나인의 선수로서 선정된다. 발표는 2004년까지 일본 시리즈가 끝난 다음날에 실시를 했지만 2005년부터는 일본 야구 기구의 시상식인 NPB AWARDS(구: 프로 야구 컨벤션)에서 발표된다.
메이저 리그에서는 실버 슬러거상이 일본의 베스트 나인에 가깝다고 한다. 그 상에는 투표 자격이 각 팀의 감독과 코치에게 있어(자신이 소속된 팀의 선수에게는 투표할 수 없다) 타자의 성적과 기여도를 현장 레벨로 반영한 것이 되고 있다.
2014년에는 NPB 80주년 기념 특별기획으로서 80주년 베스트 나인이 발표됐다.

### 복수 포지션에서의 수상
한 명의 선수가 복수 포지션에 투표하는 경우도 있어 1966년에 구니사다 야스히로가 2루수와 3루수 부문에서 모두 득표수가 1위였던 적이 있었다. 이때 당시에는 득표수가 많았던 2루수 부문에서만 받게되면서 3루수 부문에서는 차점자인 토니 로이가 수상했다. 이후엔 야수가 지명 타자 이외의 복수 포지션에서 최다 득표를 얻었을 경우에는 득표수가 많은 쪽으로 선출되면서 또다른 포지션은 차점자인 선수가 1위로 간주하여 시상하게 된다.
퍼시픽 리그에서 지명 타자 제도가 도입한 이후로는 야수에 대해서 지명 타자와 그 외의 포지션에서의 중복 투표가 인정돼 복수 포지션에서의 선출이 가능하게 됐다. 더 나아가 투수였던 오타니 쇼헤이가 지명 타자로서도 뚜렷한 활약을 보였던 2016년부터는 투수에 대해서도 야수와의 중복 투표가 인정받게 되면서 바로 그 해에 오타니가 사상 최초로 여러 포지션에서의 베스트 나인(투수·지명 타자)을 수상하게 됐다.

## 역대 수상자

### 단일 리그
| 연도   | 성명            | 소속              |
| ------ | --------------- | ----------------- |
| 1940년 | 스다 히로시     | 도쿄 교진군       |
| 1947년 | 벳쇼 아키라     | 난카이 호크스     |
| 1948년 | 벳쇼 아키라     | 난카이 호크스     |
| 1948년 | 나카오 히로시   | 요미우리 자이언츠 |
| 1948년 | 사나다 시게오   | 다이요 로빈스     |
| 1949년 | 후지모토 히데오 | 요미우리 자이언츠 |

| 연도   | 성명            | 소속            |
| ------ | --------------- | --------------- |
| 1940년 | 다나카 요시오   | 오사카 타이거스 |
| 1947년 | 도이가키 다케시 | 오사카 타이거스 |
| 1948년 | 도이가키 다케시 | 오사카 타이거스 |
| 1949년 | 도이가키 다케시 | 오사카 타이거스 |

| 연도   | 성명              | 소속              |
| ------ | ----------------- | ----------------- |
| 1940년 | 가와카미 데쓰하루 | 도쿄 교진군       |
| 1947년 | 가와카미 데쓰하루 | 요미우리 자이언츠 |
| 1948년 | 가와카미 데쓰하루 | 요미우리 자이언츠 |
| 1949년 | 가와카미 데쓰하루 | 요미우리 자이언츠 |

| 연도   | 성명            | 소속              |
| ------ | --------------- | ----------------- |
| 1940년 | 가리타 히사노리 | 쓰바사군          |
| 1947년 | 치바 시게루     | 요미우리 자이언츠 |
| 1948년 | 지바 시게루     | 요미우리 자이언츠 |
| 1949년 | 지바 시게루     | 요미우리 자이언츠 |

| 연도   | 성명            | 소속            |
| ------ | --------------- | --------------- |
| 1940년 | 미즈하라 시게루 | 도쿄 교진군     |
| 1947년 | 후지무라 후미오 | 오사카 타이거스 |
| 1948년 | 후지무라 후미오 | 오사카 타이거스 |
| 1949년 | 후지무라 후미오 | 오사카 타이거스 |

| 연도   | 성명            | 소속              |
| ------ | --------------- | ----------------- |
| 1940년 | 우에다 후지오   | 한큐군            |
| 1947년 | 스기우라 기요시 | 주부니혼 드래건스 |
| 1948년 | 기즈카 주스케   | 난카이 호크스     |
| 1949년 | 기즈카 주스케   | 난카이 호크스     |

| 연도   | 성명              | 소속              |
| ------ | ----------------- | ----------------- |
| 1940년 | 기토 가즈오       | 라이온군          |
| 1940년 | 야마다 덴         | 한큐군            |
| 1940년 | 나카지마 하루야스 | 도쿄 교진군       |
| 1947년 | 오시타 히로시     | 도큐 플라이어스   |
| 1947년 | 쓰보우치 미치노리 | 긴세이 스타스     |
| 1947년 | 가네다 마사야스   | 오사카 타이거스   |
| 1948년 | 아오타 노보루     | 요미우리 자이언츠 |
| 1948년 | 벳토 가오루       | 오사카 타이거스   |
| 1948년 | 쓰보우치 미치노리 | 긴세이 스타스     |
| 1949년 | 고즈루 마코토     | 다이에이 유니온스 |
| 1949년 | 벳토 가오루       | 오사카 타이거스   |
| 1949년 | 오시타 히로시     | 도큐 플라이어스   |

### 양대 리그

#### 투수
| 연도   | 센트럴 리그       | 센트럴 리그              | 퍼시픽 리그       | 퍼시픽 리그                |
| 연도   | 성명              | 소속                     | 성명              | 소속                       |
| ------ | ----------------- | ------------------------ | ----------------- | -------------------------- |
| 1950년 | 사나다 시게오     | 쇼치쿠 로빈스            | 아라마키 아쓰시   | 마이니치 오리온스          |
| 1951년 | 벳쇼 다케히코     | 요미우리 자이언츠        | 에토 다다시       | 난카이 호크스              |
| 1952년 | 벳쇼 다케히코     | 요미우리 자이언츠        | 유키 스스무       | 난카이 호크스              |
| 1953년 | 오토모 다쿠미     | 요미우리 자이언츠        | 가와사키 도쿠지   | 니시테쓰 라이온스          |
| 1954년 | 스기시타 시게루   | 주니치 드래건스          | 니시무라 사다아키 | 니시테쓰 라이온스          |
| 1955년 | 벳쇼 다케히코     | 요미우리 자이언츠        | 나카무라 다이세이 | 난카이 호크스              |
| 1956년 | 벳쇼 다케히코     | 요미우리 자이언츠        | 가지모토 다카오   | 한큐 브레이브스            |
| 1957년 | 가네다 마사이치   | 고쿠테쓰 스왈로스        | 이나오 가즈히사   | 니시테쓰 라이온스          |
| 1958년 | 가네다 마사이치   | 고쿠테쓰 스왈로스        | 이나오 가즈히사   | 니시테쓰 라이온스          |
| 1959년 | 후지타 모토시     | 요미우리 자이언츠        | 스기우라 다다시   | 난카이 호크스              |
| 1960년 | 아키야마 노보루   | 다이요 웨일스            | 오노 쇼이치       | 다이마이 오리온스          |
| 1961년 | 곤도 히로시       | 주니치 드래건스          | 이나오 가즈히사   | 니시테쓰 라이온스          |
| 1962년 | 무라야마 미노루   | 한신 타이거스            | 이나오 가즈히사   | 니시테쓰 라이온스          |
| 1963년 | 가네다 마사이치   | 고쿠테쓰 스왈로스        | 이나오 가즈히사   | 니시테쓰 라이온스          |
| 1964년 | 진 바크           | 한신 타이거스            | 조 스탠카         | 난카이 호크스              |
| 1965년 | 무라야마 미노루   | 한신 타이거스            | 오자키 유키오     | 도에이 플라이어스          |
| 1966년 | 무라야마 미노루   | 한신 타이거스            | 다나카 쓰토무     | 니시테쓰 라이온스          |
| 1967년 | 오가와 겐타로     | 주니치 드래건스          | 아다치 미쓰히로   | 한큐 브레이브스            |
| 1968년 | 에나쓰 유타카     | 한신 타이거스            | 미나가와 무쓰오   | 난카이 호크스              |
| 1969년 | 다카하시 가즈미   | 요미우리 자이언츠        | 스즈키 게이시     | 긴테쓰 버펄로스            |
| 1970년 | 히라마쓰 마사지   | 다이요 웨일스            | 기타루 마사아키   | 롯데 오리온스              |
| 1971년 | 히라마쓰 마사지   | 다이요 웨일스            | 야마다 히사시     | 한큐 브레이브스            |
| 1972년 | 호리우치 쓰네오   | 요미우리 자이언츠        | 야마다 히사시     | 한큐 브레이브스            |
| 1973년 | 다카하시 가즈미   | 요미우리 자이언츠        | 나리타 후미오     | 롯데 오리온스              |
| 1974년 | 호리우치 쓰네오   | 요미우리 자이언츠        | 가네다 도메히로   | 롯데 오리온스              |
| 1975년 | 소토코바 요시로   | 히로시마 도요 카프       | 스즈키 게이시     | 긴테쓰 버펄로스            |
| 1976년 | 이케가야 고지로   | 히로시마 도요 카프       | 야마다 히사시     | 한큐 브레이브스            |
| 1977년 | 고바야시 시게루   | 요미우리 자이언츠        | 야마다 히사시     | 한큐 브레이브스            |
| 1978년 | 니우라 히사오     | 요미우리 자이언츠        | 스즈키 게이시     | 긴테쓰 버펄로스            |
| 1979년 | 고바야시 시게루   | 한신 타이거스            | 야마다 히사시     | 한큐 브레이브스            |
| 1980년 | 에가와 스구루     | 요미우리 자이언츠        | 기다 이사무       | 닛폰햄 파이터스            |
| 1981년 | 에가와 스구루     | 요미우리 자이언츠        | 무라타 조지       | 롯데 오리온스              |
| 1982년 | 기타벳푸 마나부   | 히로시마 도요 카프       | 구도 미키오       | 닛폰햄 파이터스            |
| 1983년 | 엔도 가즈히코     | 요코하마 다이요 웨일스   | 히가시오 오사무   | 세이부 라이온스            |
| 1984년 | 야마네 가즈오     | 히로시마 도요 카프       | 이마이 유타로     | 한큐 브레이브스            |
| 1985년 | 고마쓰 다쓰오     | 주니치 드래건스          | 히가시오 오사무   | 세이부 라이온스            |
| 1986년 | 기타벳푸 마나부   | 히로시마 도요 카프       | 와타나베 히사노부 | 세이부 라이온스            |
| 1987년 | 구와타 마스미     | 요미우리 자이언츠        | 구도 기미야스     | 세이부 라이온스            |
| 1988년 | 오노 가즈유키     | 주니치 드래건스          | 니시자키 유키히로 | 닛폰햄 파이터스            |
| 1989년 | 사이토 마사키     | 요미우리 자이언츠        | 아와노 히데유키   | 긴테쓰 버펄로스            |
| 1990년 | 사이토 마사키     | 요미우리 자이언츠        | 노모 히데오       | 긴테쓰 버펄로스            |
| 1991년 | 사사오카 신지     | 히로시마 도요 카프       | 궈타이위안        | 세이부 라이온스            |
| 1992년 | 사이토 마사키     | 요미우리 자이언츠        | 이시이 다케히로   | 세이부 라이온스            |
| 1993년 | 이마나카 신지     | 주니치 드래건스          | 구도 기미야스     | 세이부 라이온스            |
| 1994년 | 야마모토 마사히로 | 주니치 드래건스          | 이라부 히데키     | 지바 롯데 마린스           |
| 1995년 | 사이토 마사키     | 요미우리 자이언츠        | 이라부 히데키     | 지바 롯데 마린스           |
| 1996년 | 사이토 마사키     | 요미우리 자이언츠        | 에릭 힐만         | 지바 롯데 마린스           |
| 1997년 | 야마모토 마사     | 주니치 드래건스          | 니시구치 후미야   | 세이부 라이온스            |
| 1998년 | 사사키 가즈히로   | 요코하마 베이스타스      | 니시구치 후미야   | 세이부 라이온스            |
| 1999년 | 우에하라 고지     | 요미우리 자이언츠        | 마쓰자카 다이스케 | 세이부 라이온스            |
| 2000년 | 구도 기미야스     | 요미우리 자이언츠        | 마쓰자카 다이스케 | 세이부 라이온스            |
| 2001년 | 후지이 슈고       | 야쿠르트 스왈로스        | 마쓰자카 다이스케 | 세이부 라이온스            |
| 2002년 | 우에하라 고지     | 요미우리 자이언츠        | 제레미 파웰       | 오사카 긴테쓰 버펄로스     |
| 2003년 | 이가와 게이       | 한신 타이거스            | 사이토 가즈미     | 후쿠오카 다이에 호크스     |
| 2004년 | 가와카미 겐신     | 주니치 드래건스          | 이와쿠마 히사시   | 오사카 긴테쓰 버펄로스     |
| 2005년 | 구로다 히로키     | 히로시마 도요 카프       | 스기우치 도시야   | 후쿠오카 소프트뱅크 호크스 |
| 2006년 | 가와카미 겐신     | 주니치 드래건스          | 사이토 가즈미     | 후쿠오카 소프트뱅크 호크스 |
| 2007년 | 다카하시 히사노리 | 요미우리 자이언츠        | 다르빗슈 유       | 홋카이도 닛폰햄 파이터스   |
| 2008년 | 세스 그레이싱어   | 요미우리 자이언츠        | 이와쿠마 히사시   | 도호쿠 라쿠텐 골든이글스   |
| 2009년 | 디키 곤잘레스     | 요미우리 자이언츠        | 다르빗슈 유       | 홋카이도 닛폰햄 파이터스   |
| 2010년 | 마에다 겐타       | 히로시마 도요 카프       | 와다 쓰요시       | 후쿠오카 소프트뱅크 호크스 |
| 2011년 | 요시미 가즈키     | 주니치 드래건스          | 다나카 마사히로   | 도호쿠 라쿠텐 골든이글스   |
| 2012년 | 우쓰미 데쓰야     | 요미우리 자이언츠        | 요시카와 미쓰오   | 홋카이도 닛폰햄 파이터스   |
| 2013년 | 마에다 겐타       | 히로시마 도요 카프       | 다나카 마사히로   | 도호쿠 라쿠텐 골든이글스   |
| 2014년 | 스가노 도모유키   | 요미우리 자이언츠        | 가네코 지히로     | 오릭스 버펄로스            |
| 2015년 | 마에다 겐타       | 히로시마 도요 카프       | 오타니 쇼헤이     | 홋카이도 닛폰햄 파이터스   |
| 2016년 | 노무라 유스케     | 히로시마 도요 카프       | 오타니 쇼헤이     | 홋카이도 닛폰햄 파이터스   |
| 2017년 | 스가노 도모유키   | 요미우리 자이언츠        | 기쿠치 유세이     | 사이타마 세이부 라이온스   |
| 2018년 | 스가노 도모유키   | 요미우리 자이언츠        | 기쿠치 유세이     | 사이타마 세이부 라이온스   |
| 2019년 | 야마구치 슌       | 요미우리 자이언츠        | 센가 고다이       | 후쿠오카 소프트뱅크 호크스 |
| 2020년 | 스가노 도모유키   | 요미우리 자이언츠        | 센가 고다이       | 후쿠오카 소프트뱅크 호크스 |
| 2021년 | 야나기 유야       | 주니치 드래건스          | 야마모토 요시노부 | 오릭스 버펄로스            |
| 2022년 | 아오야기 고요     | 한신 타이거스            | 야마모토 요시노부 | 오릭스 버펄로스            |
| 2023년 | 아즈마 가쓰키     | 요코하마 DeNA 베이스타스 | 야마모토 요시노부 | 오릭스 버펄로스            |
| 2024년 | 스가노 도모유키   | 요미우리 자이언츠        | 아리하라 고헤이   | 후쿠오카 소프트뱅크 호크스 |

#### 포수
| 연도   | 센트럴 리그       | 센트럴 리그              | 퍼시픽 리그       | 퍼시픽 리그                |
| 연도   | 성명              | 소속                     | 성명              | 소속                       |
| ------ | ----------------- | ------------------------ | ----------------- | -------------------------- |
| 1950년 | 아라카와 쇼지     | 쇼치쿠 로빈스            | 도이가키 다케시   | 마이니치 오리온스          |
| 1951년 | 노구치 아키라     | 나고야 드래건스          | 도이가키 다케시   | 마이니치 오리온스          |
| 1952년 | 노구치 아키라     | 나고야 드래건스          | 도이가키 다케시   | 마이니치 오리온스          |
| 1953년 | 히로타 준         | 요미우리 자이언츠        | 마쓰이 아쓰시     | 난카이 호크스              |
| 1954년 | 히로타 준         | 요미우리 자이언츠        | 찰리 루이스       | 마이니치 오리온스          |
| 1955년 | 히로타 준         | 요미우리 자이언츠        | 찰리 루이스       | 마이니치 오리온스          |
| 1956년 | 후지오 시게루     | 요미우리 자이언츠        | 노무라 가쓰야     | 난카이 호크스              |
| 1957년 | 후지오 시게루     | 요미우리 자이언츠        | 노무라 가쓰야     | 난카이 호크스              |
| 1958년 | 후지오 시게루     | 요미우리 자이언츠        | 노무라 가쓰야     | 난카이 호크스              |
| 1959년 | 후지오 시게루     | 요미우리 자이언츠        | 노무라 가쓰야     | 난카이 호크스              |
| 1960년 | 도이 기요시       | 다이요 웨일스            | 노무라 가쓰야     | 난카이 호크스              |
| 1961년 | 모리 마사히코     | 요미우리 자이언츠        | 노무라 가쓰야     | 난카이 호크스              |
| 1962년 | 모리 마사히코     | 요미우리 자이언츠        | 노무라 가쓰야     | 난카이 호크스              |
| 1963년 | 모리 마사히코     | 요미우리 자이언츠        | 노무라 가쓰야     | 난카이 호크스              |
| 1964년 | 모리 마사히코     | 요미우리 자이언츠        | 노무라 가쓰야     | 난카이 호크스              |
| 1965년 | 모리 마사히코     | 요미우리 자이언츠        | 노무라 가쓰야     | 난카이 호크스              |
| 1966년 | 모리 마사히코     | 요미우리 자이언츠        | 노무라 가쓰야     | 난카이 호크스              |
| 1967년 | 모리 마사히코     | 요미우리 자이언츠        | 노무라 가쓰야     | 난카이 호크스              |
| 1968년 | 모리 마사히코     | 요미우리 자이언츠        | 노무라 가쓰야     | 난카이 호크스              |
| 1969년 | 기마타 다쓰히코   | 주니치 드래건스          | 오카무라 고지     | 한큐 브레이브스            |
| 1970년 | 기마타 다쓰히코   | 주니치 드래건스          | 노무라 가쓰야     | 난카이 호크스              |
| 1971년 | 기마타 다쓰히코   | 주니치 드래건스          | 노무라 가쓰야     | 난카이 호크스              |
| 1972년 | 다부치 고이치     | 한신 타이거스            | 노무라 가쓰야     | 난카이 호크스              |
| 1973년 | 다부치 고이치     | 한신 타이거스            | 노무라 가쓰야     | 난카이 호크스              |
| 1974년 | 다부치 고이치     | 한신 타이거스            | 무라카미 기미야스 | 롯데 오리온스              |
| 1975년 | 다부치 고이치     | 한신 타이거스            | 노무라 가쓰야     | 난카이 호크스              |
| 1976년 | 다부치 고이치     | 한신 타이거스            | 노무라 가쓰야     | 난카이 호크스              |
| 1977년 | 기마타 다쓰히코   | 주니치 드래건스          | 가토 도시오       | 닛폰햄 파이터스            |
| 1978년 | 오야 아키히코     | 야쿠르트 스왈로스        | 나카자와 신지     | 한큐 브레이브스            |
| 1979년 | 기마타 다쓰히코   | 주니치 드래건스          | 나시다 마사타카   | 긴테쓰 버펄로스            |
| 1980년 | 오야 아키히코     | 야쿠르트 스왈로스        | 나시다 마사타카   | 긴테쓰 버펄로스            |
| 1981년 | 야마쿠라 가즈히로 | 요미우리 자이언츠        | 나시다 마사타카   | 긴테쓰 버펄로스            |
| 1982년 | 나카오 다카요시   | 주니치 드래건스          | 나카자와 신지     | 한큐 브레이브스            |
| 1983년 | 야마쿠라 가즈히로 | 요미우리 자이언츠        | 가가와 노부유키   | 난카이 호크스              |
| 1984년 | 다쓰카와 미쓰오   | 히로시마 도요 카프       | 후지타 히로마사   | 한큐 브레이브스            |
| 1985년 | 야에가시 유키오   | 야쿠르트 스왈로스        | 이토 쓰토무       | 세이부 라이온스            |
| 1986년 | 다쓰카와 미쓰오   | 히로시마 도요 카프       | 이토 쓰토무       | 세이부 라이온스            |
| 1987년 | 야마쿠라 가즈히로 | 요미우리 자이언츠        | 이토 쓰토무       | 세이부 라이온스            |
| 1988년 | 다쓰카와 미쓰오   | 히로시마 도요 카프       | 이토 쓰토무       | 세이부 라이온스            |
| 1989년 | 나카오 다카요시   | 요미우리 자이언츠        | 야마시타 가즈히코 | 긴테쓰 버펄로스            |
| 1990년 | 무라타 신이치     | 요미우리 자이언츠        | 이토 쓰토무       | 세이부 라이온스            |
| 1991년 | 후루타 아쓰야     | 야쿠르트 스왈로스        | 이토 쓰토무       | 세이부 라이온스            |
| 1992년 | 후루타 아쓰야     | 야쿠르트 스왈로스        | 이토 쓰토무       | 세이부 라이온스            |
| 1993년 | 후루타 아쓰야     | 야쿠르트 스왈로스        | 다무라 후지오     | 닛폰햄 파이터스            |
| 1994년 | 니시야마 슈지     | 히로시마 도요 카프       | 요시나가 고이치로 | 후쿠오카 다이에 호크스     |
| 1995년 | 후루타 아쓰야     | 야쿠르트 스왈로스        | 나카지마 사토시   | 오릭스 블루웨이브          |
| 1996년 | 니시야마 슈지     | 히로시마 도요 카프       | 요시나가 고이치로 | 후쿠오카 다이에 호크스     |
| 1997년 | 후루타 아쓰야     | 야쿠르트 스왈로스        | 이토 쓰토무       | 세이부 라이온스            |
| 1998년 | 다니시게 모토노부 | 요코하마 베이스타스      | 이토 쓰토무       | 세이부 라이온스            |
| 1999년 | 후루타 아쓰야     | 야쿠르트 스왈로스        | 조지마 겐지       | 후쿠오카 다이에 호크스     |
| 2000년 | 후루타 아쓰야     | 야쿠르트 스왈로스        | 조지마 겐지       | 후쿠오카 다이에 호크스     |
| 2001년 | 후루타 아쓰야     | 야쿠르트 스왈로스        | 조지마 겐지       | 후쿠오카 다이에 호크스     |
| 2002년 | 아베 신노스케     | 요미우리 자이언츠        | 이토 쓰토무       | 세이부 라이온스            |
| 2003년 | 야노 아키히로     | 한신 타이거스            | 조지마 겐지       | 후쿠오카 다이에 호크스     |
| 2004년 | 후루타 아쓰야     | 야쿠르트 스왈로스        | 조지마 겐지       | 후쿠오카 다이에 호크스     |
| 2005년 | 야노 아키히로     | 한신 타이거스            | 조지마 겐지       | 후쿠오카 소프트뱅크 호크스 |
| 2006년 | 야노 아키히로     | 한신 타이거스            | 사토자키 도모야   | 지바 롯데 마린스           |
| 2007년 | 아베 신노스케     | 요미우리 자이언츠        | 사토자키 도모야   | 지바 롯데 마린스           |
| 2008년 | 아베 신노스케     | 요미우리 자이언츠        | 호소카와 도루     | 사이타마 세이부 라이온스   |
| 2009년 | 아베 신노스케     | 요미우리 자이언츠        | 다노우에 히데노리 | 후쿠오카 소프트뱅크 호크스 |
| 2010년 | 아베 신노스케     | 요미우리 자이언츠        | 시마 모토히로     | 도호쿠 라쿠텐 골든이글스   |
| 2011년 | 아베 신노스케     | 요미우리 자이언츠        | 호소카와 도루     | 후쿠오카 소프트뱅크 호크스 |
| 2012년 | 아베 신노스케     | 요미우리 자이언츠        | 쓰루오카 신야     | 홋카이도 닛폰햄 파이터스   |
| 2013년 | 아베 신노스케     | 요미우리 자이언츠        | 시마 모토히로     | 도호쿠 라쿠텐 골든이글스   |
| 2014년 | 아베 신노스케     | 요미우리 자이언츠        | 이토 히카루       | 오릭스 버펄로스            |
| 2015년 | 나카무라 유헤이   | 도쿄 야쿠르트 스왈로스   | 스미타니 긴지로   | 사이타마 세이부 라이온스   |
| 2016년 | 이시하라 요시유키 | 히로시마 도요 카프       | 다무라 다쓰히로   | 지바 롯데 마린스           |
| 2017년 | 아이자와 쓰바사   | 히로시마 도요 카프       | 가이 다쿠야       | 후쿠오카 소프트뱅크 호크스 |
| 2018년 | 아이자와 쓰바사   | 히로시마 도요 카프       | 모리 도모야       | 사이타마 세이부 라이온스   |
| 2019년 | 아이자와 쓰바사   | 히로시마 도요 카프       | 모리 도모야       | 사이타마 세이부 라이온스   |
| 2020년 | 오시로 다쿠미     | 요미우리 자이언츠        | 가이 다쿠야       | 후쿠오카 소프트뱅크 호크스 |
| 2021년 | 나카무라 유헤이   | 도쿄 야쿠르트 스왈로스   | 모리 도모야       | 사이타마 세이부 라이온스   |
| 2022년 | 나카무라 유헤이   | 도쿄 야쿠르트 스왈로스   | 가이 다쿠야       | 후쿠오카 소프트뱅크 호크스 |
| 2023년 | 오시로 다쿠미     | 요미우리 자이언츠        | 모리 도모야       | 오릭스 버펄로스            |
| 2024년 | 야마모토 유다이   | 요코하마 DeNA 베이스타스 | 사토 도시야       | 지바 롯데 마린스           |

#### 1루수
| 연도   | 센트럴 리그            | 센트럴 리그              | 퍼시픽 리그         | 퍼시픽 리그                |
| 연도   | 성명                   | 소속                     | 성명                | 소속                       |
| ------ | ---------------------- | ------------------------ | ------------------- | -------------------------- |
| 1950년 | 니시자와 미치오        | 주니치 드래건스          | 이이다 도쿠지       | 난카이 호크스              |
| 1951년 | 가와카미 데쓰하루      | 요미우리 자이언츠        | 이이다 도쿠지       | 난카이 호크스              |
| 1952년 | 니시자와 미치오        | 나고야 드래건스          | 이이다 도쿠지       | 난카이 호크스              |
| 1953년 | 가와카미 데쓰하루      | 요미우리 자이언츠        | 이이다 도쿠지       | 난카이 호크스              |
| 1954년 | 니시자와 미치오        | 주니치 드래건스          | 가와이 고조         | 한큐 브레이브스            |
| 1955년 | 가와카미 데쓰하루      | 요미우리 자이언츠        | 스기야마 고헤이     | 난카이 호크스              |
| 1956년 | 가와카미 데쓰하루      | 요미우리 자이언츠        | 에노모토 기하치     | 마이니치 오리온스          |
| 1957년 | 가와카미 데쓰하루      | 요미우리 자이언츠        | 오카모토 겐이치로   | 한큐 브레이브스            |
| 1958년 | 가와카미 데쓰하루      | 요미우리 자이언츠        | 스탠리 하시모토     | 도에이 플라이어스          |
| 1959년 | 후지모토 가쓰미        | 오사카 타이거스          | 에노모토 기하치     | 다이마이 오리온스          |
| 1960년 | 곤도 가즈히코          | 다이요 웨일스            | 에노모토 기하치     | 다이마이 오리온스          |
| 1961년 | 후지모토 가쓰미        | 한신 타이거스            | 에노모토 기하치     | 다이마이 오리온스          |
| 1962년 | 오 사다하루            | 요미우리 자이언츠        | 에노모토 기하치     | 다이마이 오리온스          |
| 1963년 | 오 사다하루            | 요미우리 자이언츠        | 에노모토 기하치     | 다이마이 오리온스          |
| 1964년 | 오 사다하루            | 요미우리 자이언츠        | 에노모토 기하치     | 도쿄 오리온스              |
| 1965년 | 오 사다하루            | 요미우리 자이언츠        | 다카기 다카시       | 긴테쓰 버펄로스            |
| 1966년 | 오 사다하루            | 요미우리 자이언츠        | 에노모토 기하치     | 도쿄 오리온스              |
| 1967년 | 오 사다하루            | 요미우리 자이언츠        | 오스기 가쓰오       | 도에이 플라이어스          |
| 1968년 | 오 사다하루            | 요미우리 자이언츠        | 에노모토 기하치     | 도쿄 오리온스              |
| 1969년 | 오 사다하루            | 요미우리 자이언츠        | 오스기 가쓰오       | 도에이 플라이어스          |
| 1970년 | 오 사다하루            | 요미우리 자이언츠        | 오스기 가쓰오       | 도에이 플라이어스          |
| 1971년 | 오 사다하루            | 요미우리 자이언츠        | 오스기 가쓰오       | 도에이 플라이어스          |
| 1972년 | 오 사다하루            | 요미우리 자이언츠        | 오스기 가쓰오       | 도에이 플라이어스          |
| 1973년 | 오 사다하루            | 요미우리 자이언츠        | 가토 히데지         | 한큐 브레이브스            |
| 1974년 | 오 사다하루            | 요미우리 자이언츠        | 클래런스 존스       | 긴테쓰 버펄로스            |
| 1975년 | 오 사다하루            | 요미우리 자이언츠        | 가토 히데지         | 한큐 브레이브스            |
| 1976년 | 오 사다하루            | 요미우리 자이언츠        | 가토 히데지         | 한큐 브레이브스            |
| 1977년 | 오 사다하루            | 요미우리 자이언츠        | 가토 히데지         | 한큐 브레이브스            |
| 1978년 | 오 사다하루            | 요미우리 자이언츠        | 가시와바라 준이치   | 닛폰햄 파이터스            |
| 1979년 | 오 사다하루            | 요미우리 자이언츠        | 가토 히데지         | 한큐 브레이브스            |
| 1980년 | 야자와 겐이치          | 주니치 드래건스          | 레온 리             | 롯데 오리온스              |
| 1981년 | 후지타 다이라          | 한신 타이거스            | 가시와바라 준이치   | 닛폰햄 파이터스            |
| 1982년 | 야자와 겐이치          | 주니치 드래건스          | 가시와바라 준이치   | 닛폰햄 파이터스            |
| 1983년 | 야자와 겐이치          | 주니치 드래건스          | 오치아이 히로미쓰   | 롯데 오리온스              |
| 1984년 | 야자와 겐이치          | 주니치 드래건스          | 부머 웰스           | 한큐 브레이브스            |
| 1985년 | 랜디 바스              | 한신 타이거스            | 리처드 데이비스     | 긴테쓰 버펄로스            |
| 1986년 | 랜디 바스              | 한신 타이거스            | 부머 웰스           | 한큐 브레이브스            |
| 1987년 | 랜디 바스              | 한신 타이거스            | 부머 웰스           | 한큐 브레이브스            |
| 1988년 | 오치아이 히로미쓰      | 주니치 드래건스          | 기요하라 가즈히로   | 세이부 라이온스            |
| 1989년 | 래리 패리쉬            | 야쿠르트 스왈로스        | 부머 웰스           | 오릭스 브레이브스          |
| 1990년 | 오치아이 히로미쓰      | 주니치 드래건스          | 기요하라 가즈히로   | 세이부 라이온스            |
| 1991년 | 오치아이 히로미쓰      | 주니치 드래건스          | 짐 트래버           | 긴테쓰 버펄로스            |
| 1992년 | 짐 파치오렉            | 한신 타이거스            | 기요하라 가즈히로   | 세이부 라이온스            |
| 1993년 | 히로사와 가쓰미        | 야쿠르트 스왈로스        | 이시이 히로오       | 긴테쓰 버펄로스            |
| 1994년 | 다이호 야스아키        | 주니치 드래건스          | 이시이 히로오       | 긴테쓰 버펄로스            |
| 1995년 | 토머스 오말리          | 야쿠르트 스왈로스        | 훌리오 프랑코       | 지바 롯데 마린스           |
| 1996년 | 루이스 로페즈          | 히로시마 도요 카프       | 가타오카 아쓰시     | 닛폰햄 파이터스            |
| 1997년 | 루이스 로페즈          | 히로시마 도요 카프       | 필 클락             | 긴테쓰 버펄로스            |
| 1998년 | 고마다 노리히로        | 요코하마 베이스타스      | 필 클락             | 긴테쓰 버펄로스            |
| 1999년 | 로베르토 페타지니      | 야쿠르트 스왈로스        | 오가사와라 미치히로 | 닛폰햄 파이터스            |
| 2000년 | 로베르토 페타지니      | 야쿠르트 스왈로스        | 마쓰나카 노부히코   | 후쿠오카 다이에 호크스     |
| 2001년 | 로베르토 페타지니      | 야쿠르트 스왈로스        | 오가사와라 미치히로 | 닛폰햄 파이터스            |
| 2002년 | 로베르토 페타지니      | 야쿠르트 스왈로스        | 알렉스 카브레라     | 세이부 라이온스            |
| 2003년 | 조지 아리아스          | 한신 타이거스            | 마쓰나카 노부히코   | 후쿠오카 다이에 호크스     |
| 2004년 | 타이론 우즈            | 요코하마 베이스타스      | 마쓰나카 노부히코   | 후쿠오카 다이에 호크스     |
| 2005년 | 아라이 다카히로        | 히로시마 도요 카프       | 훌리오 줄레타       | 후쿠오카 소프트뱅크 호크스 |
| 2006년 | 타이론 우즈            | 주니치 드래건스          | 오가사와라 미치히로 | 홋카이도 닛폰햄 파이터스   |
| 2007년 | 타이론 우즈            | 주니치 드래건스          | 알렉스 카브레라     | 세이부 라이온스            |
| 2008년 | 우치카와 세이이치      | 요코하마 베이스타스      | 알렉스 카브레라     | 오릭스 버펄로스            |
| 2009년 | 토니 블랑코            | 주니치 드래건스          | 다카하시 신지       | 홋카이도 닛폰햄 파이터스   |
| 2010년 | 크레이그 브라젤        | 한신 타이거스            | 알렉스 카브레라     | 오릭스 버펄로스            |
| 2011년 | 구리하라 겐타          | 히로시마 도요 카프       | 고쿠보 히로키       | 후쿠오카 소프트뱅크 호크스 |
| 2012년 | 토니 블랑코            | 주니치 드래건스          | 이대호              | 오릭스 버펄로스            |
| 2013년 | 토니 블랑코            | 요코하마 DeNA 베이스타스 | 아사무라 히데토     | 사이타마 세이부 라이온스   |
| 2014년 | 마우로 고메스          | 한신 타이거스            | 어네스토 메히아     | 사이타마 세이부 라이온스   |
| 2015년 | 하타케야마 가즈히로    | 도쿄 야쿠르트 스왈로스   | 나카타 쇼           | 홋카이도 닛폰햄 파이터스   |
| 2016년 | 아라이 다카히로        | 히로시마 도요 카프       | 나카타 쇼           | 홋카이도 닛폰햄 파이터스   |
| 2017년 | 호세 셀레스티노 로페스 | 요코하마 DeNA 베이스타스 | 긴지                | 도호쿠 라쿠텐 골든이글스   |
| 2018년 | 다얀 비시에도          | 주니치 드래건스          | 야마카와 호타카     | 사이타마 세이부 라이온스   |
| 2019년 | 다얀 비시에도          | 주니치 드래건스          | 야마카와 호타카     | 사이타마 세이부 라이온스   |
| 2020년 | 무라카미 무네타카      | 도쿄 야쿠르트 스왈로스   | 나카타 쇼           | 홋카이도 닛폰햄 파이터스   |
| 2021년 | 제프리 마르테          | 한신 타이거스            | 브랜던 레어드       | 지바 롯데 마린스           |
| 2022년 | 호세 오수나            | 도쿄 야쿠르트 스왈로스   | 야마카와 호타카     | 사이타마 세이부 라이온스   |
| 2023년 | 오야마 유스케          | 한신 타이거스            | 돈구 유마           | 오릭스 버펄로스            |
| 2024년 | 오카모토 가즈마        | 요미우리 자이언츠        | 야마카와 호타카     | 후쿠오카 소프트뱅크 호크스 |

#### 2루수
| 연도   | 센트럴 리그       | 센트럴 리그              | 퍼시픽 리그       | 퍼시픽 리그                |
| 연도   | 성명              | 소속                     | 성명              | 소속                       |
| ------ | ----------------- | ------------------------ | ----------------- | -------------------------- |
| 1950년 | 지바 시게루       | 요미우리 자이언츠        | 혼도 야스지       | 마이니치 오리온스          |
| 1951년 | 지바 시게루       | 요미우리 자이언츠        | 야마모토 가즈토   | 난카이 호크스              |
| 1952년 | 지바 시게루       | 요미우리 자이언츠        | 오카모토 이사미   | 난카이 호크스              |
| 1953년 | 지바 시게루       | 요미우리 자이언츠        | 오카모토 이사미   | 난카이 호크스              |
| 1954년 | 하코다 히로시     | 고쿠테쓰 스왈로스        | 모리시타 마사오   | 난카이 호크스              |
| 1955년 | 이노우에 노보루   | 주니치 드래건스          | 오카모토 이사미   | 난카이 호크스              |
| 1956년 | 이노우에 노보루   | 주니치 드래건스          | 사사키 신야       | 다카하시 유니온스          |
| 1957년 | 이노우에 노보루   | 주니치 드래건스          | 오카모토 이사미   | 난카이 호크스              |
| 1958년 | 이노우에 노보루   | 주니치 드래건스          | 로베르토 바본     | 한큐 브레이브스            |
| 1959년 | 쓰치야 마사타카   | 요미우리 자이언츠        | 오카모토 이사미   | 난카이 호크스              |
| 1960년 | 이노우에 노보루   | 주니치 드래건스          | 오기 아키라       | 니시테쓰 라이온스          |
| 1961년 | 쓰치야 마사타카   | 고쿠테쓰 스왈로스        | 모리시타 노부야스 | 난카이 호크스              |
| 1962년 | 고사카 요시타카   | 히로시마 카프            | 잭 블룸필드       | 긴테쓰 버펄로스            |
| 1963년 | 다카기 모리미치   | 주니치 드래건스          | 잭 블룸필드       | 긴테쓰 버펄로스            |
| 1964년 | 다카기 모리미치   | 주니치 드래건스          | 다릴 스펜서       | 한큐 브레이브스            |
| 1965년 | 다카기 모리미치   | 주니치 드래건스          | 다릴 스펜서       | 한큐 브레이브스            |
| 1966년 | 다카기 모리미치   | 주니치 드래건스          | 구니사다 야스히로 | 난카이 호크스              |
| 1967년 | 다카기 모리미치   | 주니치 드래건스          | 돈 블레이저       | 난카이 호크스              |
| 1968년 | 도이 쇼조         | 요미우리 자이언츠        | 돈 블레이저       | 난카이 호크스              |
| 1969년 | 도이 쇼조         | 요미우리 자이언츠        | 야마자키 히로유키 | 롯데 오리온스              |
| 1970년 | 안도 모토오       | 한신 타이거스            | 야마자키 히로유키 | 롯데 오리온스              |
| 1971년 | 구니사다 야스히로 | 히로시마 도요 카프       | 야마자키 히로유키 | 롯데 오리온스              |
| 1972년 | 존 시핀           | 다이요 웨일스            | 모토이 미쓰오     | 니시테쓰 라이온스          |
| 1973년 | 존 시핀           | 다이요 웨일스            | 사쿠라이 데루히데 | 난카이 호크스              |
| 1974년 | 다카기 모리미치   | 주니치 드래건스          | 야마자키 히로유키 | 롯데 오리온스              |
| 1975년 | 오시타 쓰요시     | 히로시마 도요 카프       | 바비 마르카노     | 한큐 브레이브스            |
| 1976년 | 데이비 존슨       | 요미우리 자이언츠        | 요시오카 사토루   | 다이헤이요 클럽 라이온스   |
| 1977년 | 다카기 모리미치   | 주니치 드래건스          | 바비 마르카노     | 한큐 브레이브스            |
| 1978년 | 데이브 힐튼       | 야쿠르트 스왈로스        | 바비 마르카노     | 한큐 브레이브스            |
| 1979년 | 펠릭스 밀란       | 요코하마 다이요 웨일스   | 바비 마르카노     | 한큐 브레이브스            |
| 1980년 | 모토이 미쓰오     | 요코하마 다이요 웨일스   | 야마자키 히로유키 | 롯데 오리온스              |
| 1981년 | 시노즈카 도시오   | 요미우리 자이언츠        | 오치아이 히로미쓰 | 롯데 오리온스              |
| 1982년 | 시노즈카 도시오   | 요미우리 자이언츠        | 오치아이 히로미쓰 | 롯데 오리온스              |
| 1983년 | 마유미 아키노부   | 한신 타이거스            | 오이시 다이지로   | 긴테쓰 버펄로스            |
| 1984년 | 시노즈카 도시오   | 요미우리 자이언츠        | 오이시 다이지로   | 긴테쓰 버펄로스            |
| 1985년 | 오카다 아키노부   | 한신 타이거스            | 니시무라 노리후미 | 롯데 오리온스              |
| 1986년 | 시노즈카 도시오   | 요미우리 자이언츠        | 쓰지 하쓰히코     | 세이부 라이온스            |
| 1987년 | 시노즈카 도시오   | 요미우리 자이언츠        | 시라이 가즈유키   | 닛폰햄 파이터스            |
| 1988년 | 쇼다 고조         | 히로시마 도요 카프       | 후쿠라 준이치     | 한큐 브레이브스            |
| 1989년 | 쇼다 고조         | 히로시마 도요 카프       | 쓰지 하쓰히코     | 세이부 라이온스            |
| 1990년 | 다카기 유타카     | 요코하마 다이요 웨일스   | 오이시 다이지로   | 긴테쓰 버펄로스            |
| 1991년 | 다카기 유타카     | 요코하마 다이요 웨일스   | 쓰지 하쓰히코     | 세이부 라이온스            |
| 1992년 | 와다 유타카       | 한신 타이거스            | 쓰지 하쓰히코     | 세이부 라이온스            |
| 1993년 | 로버트 로즈       | 요코하마 베이스타스      | 쓰지 하쓰히코     | 세이부 라이온스            |
| 1994년 | 와다 유타카       | 한신 타이거스            | 후쿠라 준이치     | 오릭스 블루웨이브          |
| 1995년 | 로버트 로즈       | 요코하마 베이스타스      | 고쿠보 히로키     | 후쿠오카 다이에 호크스     |
| 1996년 | 다쓰나미 가즈요시 | 주니치 드래건스          | 오시마 고이치     | 오릭스 블루웨이브          |
| 1997년 | 로버트 로즈       | 요코하마 베이스타스      | 고쿠보 히로키     | 후쿠오카 다이에 호크스     |
| 1998년 | 로버트 로즈       | 요코하마 베이스타스      | 훌리오 프랑코     | 지바 롯데 마린스           |
| 1999년 | 로버트 로즈       | 요코하마 베이스타스      | 가네코 마코토     | 닛폰햄 파이터스            |
| 2000년 | 로버트 로즈       | 요코하마 베이스타스      | 오시마 고이치     | 오릭스 블루웨이브          |
| 2001년 | 에디 디아스       | 히로시마 도요 카프       | 이구치 다다히토   | 후쿠오카 다이에 호크스     |
| 2002년 | 이마오카 마코토   | 한신 타이거스            | 다카기 히로유키   | 세이부 라이온스            |
| 2003년 | 이마오카 마코토   | 한신 타이거스            | 이구치 다다히토   | 후쿠오카 다이에 호크스     |
| 2004년 | 아라키 마사히로   | 주니치 드래건스          | 이구치 다다히토   | 후쿠오카 다이에 호크스     |
| 2004년 | 그렉 라로카       | 히로시마 도요 카프       | 이구치 다다히토   | 후쿠오카 다이에 호크스     |
| 2005년 | 아라키 마사히로   | 주니치 드래건스          | 호리 고이치       | 지바 롯데 마린스           |
| 2006년 | 아라키 마사히로   | 주니치 드래건스          | 다나카 겐스케     | 홋카이도 닛폰햄 파이터스   |
| 2007년 | 다나카 히로야스   | 도쿄 야쿠르트 스왈로스   | 다나카 겐스케     | 홋카이도 닛폰햄 파이터스   |
| 2008년 | 히가시데 아키히로 | 히로시마 도요 카프       | 가타오카 야스유키 | 사이타마 세이부 라이온스   |
| 2009년 | 히가시데 아키히로 | 히로시마 도요 카프       | 다나카 겐스케     | 홋카이도 닛폰햄 파이터스   |
| 2010년 | 히라노 게이이치   | 한신 타이거스            | 다나카 겐스케     | 홋카이도 닛폰햄 파이터스   |
| 2011년 | 히라노 게이이치   | 한신 타이거스            | 혼다 유이치       | 후쿠오카 소프트뱅크 호크스 |
| 2012년 | 다나카 히로야스   | 도쿄 야쿠르트 스왈로스   | 다나카 겐스케     | 홋카이도 닛폰햄 파이터스   |
| 2013년 | 니시오카 쓰요시   | 한신 타이거스            | 후지타 가즈야     | 도호쿠 라쿠텐 골든이글스   |
| 2014년 | 야마다 데쓰토     | 도쿄 야쿠르트 스왈로스   | 후지타 가즈야     | 도호쿠 라쿠텐 골든이글스   |
| 2015년 | 야마다 데쓰토     | 도쿄 야쿠르트 스왈로스   | 다나카 겐스케     | 홋카이도 닛폰햄 파이터스   |
| 2016년 | 야마다 데쓰토     | 도쿄 야쿠르트 스왈로스   | 아사무라 히데토   | 사이타마 세이부 라이온스   |
| 2017년 | 기쿠치 료스케     | 히로시마 도요 카프       | 아사무라 히데토   | 사이타마 세이부 라이온스   |
| 2018년 | 야마다 데쓰토     | 도쿄 야쿠르트 스왈로스   | 아사무라 히데토   | 사이타마 세이부 라이온스   |
| 2019년 | 야마다 데쓰토     | 도쿄 야쿠르트 스왈로스   | 아사무라 히데토   | 도호쿠 라쿠텐 골든이글스   |
| 2020년 | 기쿠치 료스케     | 히로시마 도요 카프       | 아사무라 히데토   | 도호쿠 라쿠텐 골든이글스   |
| 2021년 | 야마다 데쓰토     | 도쿄 야쿠르트 스왈로스   | 나카무라 쇼고     | 지바 롯데 마린스           |
| 2022년 | 마키 슈고         | 요코하마 DeNA 베이스타스 | 아사무라 히데토   | 도호쿠 라쿠텐 골든이글스   |
| 2023년 | 마키 슈고         | 요코하마 DeNA 베이스타스 | 아사무라 히데토   | 도호쿠 라쿠텐 골든이글스   |
| 2024년 | 요시카와 나오키   | 요미우리 자이언츠        | 고부카타 히로토   | 도호쿠 라쿠텐 골든이글스   |

#### 3루수
| 연도   | 센트럴 리그         | 센트럴 리그              | 퍼시픽 리그         | 퍼시픽 리그                |
| 연도   | 성명                | 소속                     | 성명                | 소속                       |
| ------ | ------------------- | ------------------------ | ------------------- | -------------------------- |
| 1950년 | 후지무라 후미오     | 오사카 타이거스          | 나카타니 준지       | 한큐 브레이브스            |
| 1951년 | 후지무라 후미오     | 오사카 타이거스          | 가게야마 가즈오     | 난카이 호크스              |
| 1952년 | 후지무라 후미오     | 오사카 타이거스          | 가게야마 가즈오     | 난카이 호크스              |
| 1953년 | 요기 신스케         | 오사카 타이거스          | 나카니시 후토시     | 니시테쓰 라이온스          |
| 1954년 | 우노 미쓰오         | 고쿠테쓰 스왈로스        | 나카니시 후토시     | 니시테쓰 라이온스          |
| 1955년 | 고다마 리이치       | 주니치 드래건스          | 나카니시 후토시     | 니시테쓰 라이온스          |
| 1956년 | 고다마 리이치       | 주니치 드래건스          | 나카니시 후토시     | 니시테쓰 라이온스          |
| 1957년 | 미야케 히데시       | 오사카 타이거스          | 나카니시 후토시     | 니시테쓰 라이온스          |
| 1958년 | 나가시마 시게오     | 요미우리 자이언츠        | 나카니시 후토시     | 니시테쓰 라이온스          |
| 1959년 | 나가시마 시게오     | 요미우리 자이언츠        | 가쓰라기 다카오     | 다이마이 오리온스          |
| 1960년 | 나가시마 시게오     | 요미우리 자이언츠        | 고다마 아키토시     | 긴테쓰 버팔로              |
| 1961년 | 나가시마 시게오     | 요미우리 자이언츠        | 나카니시 후토시     | 니시테쓰 라이온스          |
| 1962년 | 나가시마 시게오     | 요미우리 자이언츠        | 고다마 아키토시     | 긴테쓰 버펄로스            |
| 1963년 | 나가시마 시게오     | 요미우리 자이언츠        | 고다마 아키토시     | 긴테쓰 버펄로스            |
| 1964년 | 나가시마 시게오     | 요미우리 자이언츠        | 고다마 아키토시     | 긴테쓰 버펄로스            |
| 1965년 | 나가시마 시게오     | 요미우리 자이언츠        | 고다마 아키토시     | 긴테쓰 버펄로스            |
| 1966년 | 나가시마 시게오     | 요미우리 자이언츠        | 토니 로이           | 니시테쓰 라이온스          |
| 1967년 | 나가시마 시게오     | 요미우리 자이언츠        | 모리모토 기요시     | 한큐 브레이브스            |
| 1968년 | 나가시마 시게오     | 요미우리 자이언츠        | 구니사다 야스히로   | 난카이 호크스              |
| 1969년 | 나가시마 시게오     | 요미우리 자이언츠        | 아리토 미치요       | 롯데 오리온스              |
| 1970년 | 나가시마 시게오     | 요미우리 자이언츠        | 아리토 미치요       | 롯데 오리온스              |
| 1971년 | 나가시마 시게오     | 요미우리 자이언츠        | 아리토 미치요       | 롯데 오리온스              |
| 1972년 | 나가시마 시게오     | 요미우리 자이언츠        | 아리토 미치요       | 롯데 오리온스              |
| 1973년 | 나가시마 시게오     | 요미우리 자이언츠        | 아리토 미치요       | 롯데 오리온스              |
| 1974년 | 나가시마 시게오     | 요미우리 자이언츠        | 아리토 미치요       | 롯데 오리온스              |
| 1975년 | 기누가사 사치오     | 히로시마 도요 카프       | 아리토 미치요       | 롯데 오리온스              |
| 1976년 | 가케후 마사유키     | 한신 타이거스            | 후지와라 미쓰루     | 난카이 호크스              |
| 1977년 | 가케후 마사유키     | 한신 타이거스            | 아리토 미치요       | 롯데 오리온스              |
| 1978년 | 가케후 마사유키     | 한신 타이거스            | 시마타니 긴지       | 한큐 브레이브스            |
| 1979년 | 가케후 마사유키     | 한신 타이거스            | 시마타니 긴지       | 한큐 브레이브스            |
| 1980년 | 기누가사 사치오     | 히로시마 도요 카프       | 아리토 미치요       | 롯데 오리온스              |
| 1981년 | 가케후 마사유키     | 한신 타이거스            | 아리토 미치요       | 롯데 오리온스              |
| 1982년 | 가케후 마사유키     | 한신 타이거스            | 스티브 온티베로스   | 세이부 라이온스            |
| 1983년 | 하라 다쓰노리       | 요미우리 자이언츠        | 스티브 온티베로스   | 세이부 라이온스            |
| 1984년 | 기누가사 사치오     | 히로시마 도요 카프       | 오치아이 히로미쓰   | 롯데 오리온스              |
| 1985년 | 가케후 마사유키     | 한신 타이거스            | 오치아이 히로미쓰   | 롯데 오리온스              |
| 1986년 | 레온 리             | 야쿠르트 스왈로스        | 오치아이 히로미쓰   | 롯데 오리온스              |
| 1987년 | 하라 다쓰노리       | 요미우리 자이언츠        | 이시게 히로미치     | 세이부 라이온스            |
| 1988년 | 하라 다쓰노리       | 요미우리 자이언츠        | 마쓰나가 히로미     | 한큐 브레이브스            |
| 1989년 | 오치아이 히로미쓰   | 주니치 드래건스          | 마쓰나가 히로미     | 오릭스 브레이브스          |
| 1990년 | 밴스로              | 주니치 드래건스          | 마쓰나가 히로미     | 오릭스 브레이브스          |
| 1991년 | 야마사키 류조       | 히로시마 도요 카프       | 마쓰나가 히로미     | 오릭스 블루웨이브          |
| 1992년 | 잭 하웰             | 야쿠르트 스왈로스        | 이시게 히로미치     | 세이부 라이온스            |
| 1993년 | 에토 아키라         | 히로시마 도요 카프       | 이시게 히로미치     | 세이부 라이온스            |
| 1994년 | 에토 아키라         | 히로시마 도요 카프       | 마쓰나가 히로미     | 후쿠오카 다이에 호크스     |
| 1995년 | 에토 아키라         | 히로시마 도요 카프       | 하쓰시바 기요시     | 지바 롯데 마린스           |
| 1996년 | 에토 아키라         | 히로시마 도요 카프       | 나카무라 노리히로   | 긴테쓰 버펄로스            |
| 1997년 | 레오 고메스         | 주니치 드래건스          | 스즈키 겐           | 세이부 라이온스            |
| 1998년 | 에토 아키라         | 히로시마 도요 카프       | 가타오카 아쓰시     | 닛폰햄 파이터스            |
| 1999년 | 레오 고메스         | 주니치 드래건스          | 나카무라 노리히로   | 오사카 긴테쓰 버펄로스     |
| 2000년 | 에토 아키라         | 요미우리 자이언츠        | 나카무라 노리히로   | 오사카 긴테쓰 버펄로스     |
| 2001년 | 에토 아키라         | 요미우리 자이언츠        | 나카무라 노리히로   | 오사카 긴테쓰 버펄로스     |
| 2002년 | 이와무라 아키노리   | 야쿠르트 스왈로스        | 나카무라 노리히로   | 오사카 긴테쓰 버펄로스     |
| 2003년 | 스즈키 겐           | 야쿠르트 스왈로스        | 오가사와라 미치히로 | 닛폰햄 파이터스            |
| 2004년 | 다쓰나미 가즈요시   | 주니치 드래건스          | 오가사와라 미치히로 | 홋카이도 닛폰햄 파이터스   |
| 2005년 | 이마오카 마코토     | 한신 타이거스            | 이마에 도시아키     | 지바 롯데 마린스           |
| 2006년 | 이와무라 아키노리   | 야쿠르트 스왈로스        | 호세 페르난데스     | 도호쿠 라쿠텐 골든이글스   |
| 2007년 | 오가사와라 미치히로 | 요미우리 자이언츠        | 그렉 라로카         | 오릭스 버펄로스            |
| 2008년 | 무라타 슈이치       | 요코하마 베이스타스      | 나카무라 다케야     | 사이타마 세이부 라이온스   |
| 2009년 | 오가사와라 미치히로 | 요미우리 자이언츠        | 나카무라 다케야     | 사이타마 세이부 라이온스   |
| 2010년 | 모리노 마사히코     | 주니치 드래건스          | 고야노 에이이치     | 홋카이도 닛폰햄 파이터스   |
| 2011년 | 미야모토 신야       | 도쿄 야쿠르트 스왈로스   | 나카무라 다케야     | 사이타마 세이부 라이온스   |
| 2012년 | 무라타 슈이치       | 요미우리 자이언츠        | 나카무라 다케야     | 사이타마 세이부 라이온스   |
| 2013년 | 무라타 슈이치       | 요미우리 자이언츠        | 케이시 맥게히       | 도호쿠 라쿠텐 골든이글스   |
| 2014년 | 헥터 루나           | 주니치 드래건스          | 긴지                | 도호쿠 라쿠텐 골든이글스   |
| 2015년 | 가와바타 신고       | 도쿄 야쿠르트 스왈로스   | 나카무라 다케야     | 사이타마 세이부 라이온스   |
| 2016년 | 무라타 슈이치       | 요미우리 자이언츠        | 브랜던 레어드       | 홋카이도 닛폰햄 파이터스   |
| 2017년 | 미야자키 도시로     | 요코하마 DeNA 베이스타스 | 젤러스 휠러         | 도호쿠 라쿠텐 골든이글스   |
| 2018년 | 미야자키 도시로     | 요코하마 DeNA 베이스타스 | 마쓰다 노부히로     | 후쿠오카 소프트뱅크 호크스 |
| 2019년 | 다카하시 슈헤이     | 주니치 드래건스          | 나카무라 다케야     | 사이타마 세이부 라이온스   |
| 2020년 | 오카모토 가즈마     | 요미우리 자이언츠        | 스즈키 다이치       | 도호쿠 라쿠텐 골든이글스   |
| 2021년 | 무라카미 무네타카   | 도쿄 야쿠르트 스왈로스   | 무네 유마           | 오릭스 버펄로스            |
| 2022년 | 무라카미 무네타카   | 도쿄 야쿠르트 스왈로스   | 무네 유마           | 오릭스 버펄로스            |
| 2023년 | 미야자키 도시로     | 요코하마 DeNA 베이스타스 | 무네 유마           | 오릭스 버펄로스            |
| 2024년 | 무라카미 무네타카   | 도쿄 야쿠르트 스왈로스   | 구리하라 료야       | 후쿠오카 소프트뱅크 호크스 |

#### 유격수
| 연도   | 센트럴 리그       | 센트럴 리그            | 퍼시픽 리그       | 퍼시픽 리그                |
| 연도   | 성명              | 소속                   | 성명              | 소속                       |
| ------ | ----------------- | ---------------------- | ----------------- | -------------------------- |
| 1950년 | 시라이시 가쓰미   | 히로시마 카프          | 기즈카 주스케     | 난카이 호크스              |
| 1951년 | 히라이 마사아키   | 요미우리 자이언츠      | 기즈카 주스케     | 난카이 호크스              |
| 1952년 | 히라이 마사아키   | 요미우리 자이언츠      | 기즈카 주스케     | 난카이 호크스              |
| 1953년 | 히라이 사부로     | 요미우리 자이언츠      | 기즈카 주스케     | 난카이 호크스              |
| 1954년 | 히로오카 다쓰로   | 요미우리 자이언츠      | 래리 레인스       | 한큐 브레이브스            |
| 1955년 | 요시다 요시오     | 오사카 타이거스        | 기즈카 주스케     | 난카이 호크스              |
| 1956년 | 요시다 요시오     | 오사카 타이거스        | 도요다 야스미쓰   | 니시테쓰 라이온스          |
| 1957년 | 요시다 요시오     | 오사카 타이거스        | 도요다 야스미쓰   | 니시테쓰 라이온스          |
| 1958년 | 요시다 요시오     | 오사카 타이거스        | 가쓰라기 다카오   | 마이니치 오리온스          |
| 1959년 | 요시다 요시오     | 오사카 타이거스        | 도요다 야스미쓰   | 니시테쓰 라이온스          |
| 1960년 | 요시다 요시오     | 오사카 타이거스        | 도요다 야스미쓰   | 니시테쓰 라이온스          |
| 1961년 | 고노 아키테루     | 주니치 드래건스        | 도요다 야스미쓰   | 니시테쓰 라이온스          |
| 1962년 | 요시다 요시오     | 한신 타이거스          | 도요다 야스미쓰   | 니시테쓰 라이온스          |
| 1963년 | 고바 다케시       | 히로시마 카프          | 고이케 겐지       | 난카이 호크스              |
| 1964년 | 요시다 요시오     | 한신 타이거스          | 고이케 겐지       | 난카이 호크스              |
| 1965년 | 요시다 요시오     | 한신 타이거스          | 고이케 겐지       | 난카이 호크스              |
| 1966년 | 이치에다 슈헤이   | 주니치 드래건스        | 고이케 겐지       | 난카이 호크스              |
| 1967년 | 후지타 다이라     | 한신 타이거스          | 오시타 쓰요시     | 도에이 플라이어스          |
| 1968년 | 구로에 유키노부   | 요미우리 자이언츠      | 사카모토 도시조   | 한큐 브레이브스            |
| 1969년 | 후지타 다이라     | 한신 타이거스          | 사카모토 도시조   | 한큐 브레이브스            |
| 1970년 | 후지타 다이라     | 한신 타이거스          | 사카모토 도시조   | 한큐 브레이브스            |
| 1971년 | 후지타 다이라     | 한신 타이거스          | 사카모토 도시조   | 한큐 브레이브스            |
| 1972년 | 미무라 도시유키   | 히로시마 도요 카프     | 오하시 유타카     | 한큐 브레이브스            |
| 1973년 | 후지타 다이라     | 한신 타이거스          | 오하시 유타카     | 한큐 브레이브스            |
| 1974년 | 후지타 다이라     | 한신 타이거스          | 오하시 유타카     | 한큐 브레이브스            |
| 1975년 | 미무라 도시유키   | 히로시마 도요 카프     | 오하시 유타카     | 한큐 브레이브스            |
| 1976년 | 미무라 도시유키   | 히로시마 도요 카프     | 오하시 유타카     | 한큐 브레이브스            |
| 1977년 | 고노 가즈마사     | 요미우리 자이언츠      | 이시와타 시게루   | 긴테쓰 버펄로스            |
| 1978년 | 다카하시 요시히코 | 히로시마 도요 카프     | 마유미 아키노부   | 크라운라이터 라이온스      |
| 1979년 | 다카하시 요시히코 | 히로시마 도요 카프     | 이시와타 시게루   | 긴테쓰 버펄로스            |
| 1980년 | 다카하시 요시히코 | 히로시마 도요 카프     | 다카시로 노부히로 | 닛폰햄 파이터스            |
| 1981년 | 야마시타 다이스케 | 요코하마 다이요 웨일스 | 이시게 히로미치   | 세이부 라이온스            |
| 1982년 | 우노 마사루       | 주니치 드래건스        | 이시게 히로미치   | 세이부 라이온스            |
| 1983년 | 다카하시 요시히코 | 히로시마 도요 카프     | 이시게 히로미치   | 세이부 라이온스            |
| 1984년 | 우노 마사루       | 주니치 드래건스        | 유미오카 게이지로 | 한큐 브레이브스            |
| 1985년 | 다카기 유타카     | 요코하마 다이요 웨일스 | 이시게 히로미치   | 세이부 라이온스            |
| 1986년 | 다카하시 요시히코 | 히로시마 도요 카프     | 이시게 히로미치   | 세이부 라이온스            |
| 1987년 | 우노 마사루       | 주니치 드래건스        | 미즈카미 요시오   | 롯데 오리온스              |
| 1988년 | 이케야마 다카히로 | 야쿠르트 스왈로스      | 다나카 유키오     | 닛폰햄 파이터스            |
| 1989년 | 이케야마 다카히로 | 야쿠르트 스왈로스      | 다나베 노리오     | 세이부 라이온스            |
| 1990년 | 이케야마 다카히로 | 야쿠르트 스왈로스      | 다나카 유키오     | 닛폰햄 파이터스            |
| 1991년 | 노무라 겐지로     | 히로시마 도요 카프     | 오가와 히로후미   | 오릭스 블루웨이브          |
| 1992년 | 이케야마 다카히로 | 야쿠르트 스왈로스      | 다나베 노리오     | 세이부 라이온스            |
| 1993년 | 이케야마 다카히로 | 야쿠르트 스왈로스      | 히로세 데쓰로     | 닛폰햄 파이터스            |
| 1994년 | 가와이 마사히로   | 요미우리 자이언츠      | 히로세 데쓰로     | 닛폰햄 파이터스            |
| 1995년 | 노무라 겐지로     | 히로시마 도요 카프     | 다나카 유키오     | 닛폰햄 파이터스            |
| 1996년 | 노무라 겐지로     | 히로시마 도요 카프     | 다나카 유키오     | 닛폰햄 파이터스            |
| 1997년 | 이시이 다쿠로     | 요코하마 베이스타스    | 마쓰이 가즈오     | 세이부 라이온스            |
| 1998년 | 이시이 다쿠로     | 요코하마 베이스타스    | 마쓰이 가즈오     | 세이부 라이온스            |
| 1999년 | 이시이 다쿠로     | 요코하마 베이스타스    | 마쓰이 가즈오     | 세이부 라이온스            |
| 2000년 | 이시이 다쿠로     | 요코하마 베이스타스    | 마쓰이 가즈오     | 세이부 라이온스            |
| 2001년 | 이시이 다쿠로     | 요코하마 베이스타스    | 마쓰이 가즈오     | 세이부 라이온스            |
| 2002년 | 이바타 히로카즈   | 주니치 드래건스        | 마쓰이 가즈오     | 세이부 라이온스            |
| 2003년 | 니오카 도모히로   | 요미우리 자이언츠      | 마쓰이 가즈오     | 세이부 라이온스            |
| 2004년 | 이바타 히로카즈   | 주니치 드래건스        | 가와사키 무네노리 | 후쿠오카 다이에 호크스     |
| 2005년 | 이바타 히로카즈   | 주니치 드래건스        | 니시오카 쓰요시   | 지바 롯데 마린스           |
| 2006년 | 이바타 히로카즈   | 주니치 드래건스        | 가와사키 무네노리 | 후쿠오카 소프트뱅크 호크스 |
| 2007년 | 이바타 히로카즈   | 주니치 드래건스        | TSUYOSHI          | 지바 롯데 마린스           |
| 2008년 | 도리타니 다카시   | 한신 타이거스          | 나카지마 히로유키 | 사이타마 세이부 라이온스   |
| 2009년 | 사카모토 하야토   | 요미우리 자이언츠      | 나카지마 히로유키 | 사이타마 세이부 라이온스   |
| 2010년 | 도리타니 다카시   | 한신 타이거스          | 니시오카 쓰요시   | 지바 롯데 마린스           |
| 2011년 | 도리타니 다카시   | 한신 타이거스          | 나카지마 히로유키 | 사이타마 세이부 라이온스   |
| 2012년 | 사카모토 하야토   | 요미우리 자이언츠      | 나카지마 히로유키 | 사이타마 세이부 라이온스   |
| 2013년 | 도리타니 다카시   | 한신 타이거스          | 스즈키 다이치     | 지바 롯데 마린스           |
| 2014년 | 도리타니 다카시   | 한신 타이거스          | 이마미야 겐타     | 후쿠오카 소프트뱅크 호크스 |
| 2015년 | 도리타니 다카시   | 한신 타이거스          | 나카시마 다쿠야   | 홋카이도 닛폰햄 파이터스   |
| 2016년 | 사카모토 하야토   | 요미우리 자이언츠      | 스즈키 다이치     | 지바 롯데 마린스           |
| 2017년 | 다나카 고스케     | 히로시마 도요 카프     | 이마미야 겐타     | 후쿠오카 소프트뱅크 호크스 |
| 2018년 | 사카모토 하야토   | 요미우리 자이언츠      | 겐다 소스케       | 사이타마 세이부 라이온스   |
| 2019년 | 사카모토 하야토   | 요미우리 자이언츠      | 겐다 소스케       | 사이타마 세이부 라이온스   |
| 2020년 | 사카모토 하야토   | 요미우리 자이언츠      | 겐다 소스케       | 사이타마 세이부 라이온스   |
| 2021년 | 사카모토 하야토   | 요미우리 자이언츠      | 겐다 소스케       | 사이타마 세이부 라이온스   |
| 2022년 | 나카노 다쿠무     | 한신 타이거스          | 이마미야 겐타     | 후쿠오카 소프트뱅크 호크스 |
| 2023년 | 기나미 세이야     | 한신 타이거스          | 구레바야시 고타로 | 오릭스 버펄로스            |
| 2024년 | 나가오카 히데키   | 도쿄 야쿠르트 스왈로스 | 이마미야 겐타     | 후쿠오카 소프트뱅크 호크스 |

#### 외야수
| 연도   | 센트럴 리그       | 센트럴 리그              | 퍼시픽 리그       | 퍼시픽 리그                |
| 연도   | 성명              | 소속                     | 성명              | 소속                       |
| ------ | ----------------- | ------------------------ | ----------------- | -------------------------- |
| 1950년 | 아오타 노보루     | 요미우리 자이언츠        | 이이지마 시게야   | 다이에이 스타스            |
| 1950년 | 이와모토 요시유키 | 쇼치쿠 로빈스            | 오시타 히로시     | 도큐 플라이어스            |
| 1950년 | 고즈루 마코토     | 쇼치쿠 로빈스            | 벳토 가오루       | 마이니치 오리온스          |
| 1951년 | 아오타 노보루     | 요미우리 자이언츠        | 이이지마 시게야   | 다이에이 스타스            |
| 1951년 | 이와모토 요시유키 | 쇼치쿠 로빈스            | 오시타 히로시     | 도큐 플라이어스            |
| 1951년 | 가네다 마사야스   | 오사카 타이거스          | 벳토 가오루       | 마이니치 오리온스          |
| 1952년 | 스기야마 사토시   | 나고야 드래건스          | 이이지마 시게야   | 다이에이 스타스            |
| 1952년 | 미나미무라 후카시 | 요미우리 자이언츠        | 오시타 히로시     | 니시테쓰 라이온스          |
| 1952년 | 요나미네 가나메   | 요미우리 자이언츠        | 벳토 가오루       | 마이니치 오리온스          |
| 1953년 | 가네다 마사야스   | 오사카 타이거스          | 오시타 히로시     | 니시테쓰 라이온스          |
| 1953년 | 미나미무라 후카시 | 요미우리 자이언츠        | 벳토 가오루       | 마이니치 오리온스          |
| 1953년 | 요나미네 가나메   | 요미우리 자이언츠        | 호리이 가즈오     | 난카이 호크스              |
| 1954년 | 스기야마 사토시   | 주니치 드래건스          | 오시타 히로시     | 니시테쓰 라이온스          |
| 1954년 | 요나미네 가나메   | 요미우리 자이언츠        | 세키구치 세이지   | 니시테쓰 라이온스          |
| 1954년 | 와타나베 히로유키 | 오사카 타이거스          | 야마우치 가즈히로 | 마이니치 오리온스          |
| 1955년 | 마치다 유키히코   | 고쿠테쓰 스왈로스        | 이이다 도쿠지     | 난카이 호크스              |
| 1955년 | 요나미네 가나메   | 요미우리 자이언츠        | 도쿠라 가쓰키     | 한큐 브레이브스            |
| 1955년 | 와타나베 히로유키 | 오사카 타이거스          | 야마우치 가즈히로 | 마이니치 오리온스          |
| 1956년 | 아오타 노보루     | 다이요 웨일스            | 스기야마 고헤이   | 난카이 호크스              |
| 1956년 | 다미야 겐지로     | 오사카 타이거스          | 도쿠라 가쓰키     | 한큐 브레이브스            |
| 1956년 | 요나미네 가나메   | 요미우리 자이언츠        | 야마우치 가즈히로 | 마이니치 오리온스          |
| 1957년 | 아오타 노보루     | 다이요 웨일스            | 오시타 히로시     | 니시테쓰 라이온스          |
| 1957년 | 다미야 겐지로     | 오사카 타이거스          | 부스지마 쇼이치   | 도에이 플라이어스          |
| 1957년 | 요나미네 가나메   | 요미우리 자이언츠        | 야마우치 가즈히로 | 마이니치 오리온스          |
| 1958년 | 다미야 겐지로     | 오사카 타이거스          | 스기야마 고헤이   | 난카이 호크스              |
| 1958년 | 모리 도루         | 주니치 드래건스          | 세키구치 세이지   | 니시테쓰 라이온스          |
| 1958년 | 요나미네 가나메   | 요미우리 자이언츠        | 부스지마 쇼이치   | 도에이 플라이어스          |
| 1959년 | 오와다 아키라     | 히로시마 카프            | 스기야마 고헤이   | 난카이 호크스              |
| 1959년 | 사카자키 가즈히코 | 요미우리 자이언츠        | 다카쿠라 데루유키 | 니시테쓰 라이온스          |
| 1959년 | 모리 도루         | 주니치 드래건스          | 야마우치 가즈히로 | 다이마이 오리온스          |
| 1960년 | 나카 도시오       | 주니치 드래건스          | 다미야 겐지로     | 다이마이 오리온스          |
| 1960년 | 나미키 데루오     | 오사카 타이거스          | 하리모토 이사오   | 도에이 플라이어스          |
| 1960년 | 모리 도루         | 주니치 드래건스          | 야마우치 가즈히로 | 다이마이 오리온스          |
| 1961년 | 에토 신이치       | 주니치 드래건스          | 다미야 겐지로     | 다이마이 오리온스          |
| 1961년 | 곤도 가즈히코     | 다이요 웨일스            | 하리모토 이사오   | 도에이 플라이어스          |
| 1961년 | 모리나가 가쓰하루 | 히로시마 카프            | 야마우치 가즈히로 | 다이마이 오리온스          |
| 1962년 | 곤도 가즈히코     | 다이요 웨일스            | 하리모토 이사오   | 도에이 플라이어스          |
| 1962년 | 나미키 데루오     | 한신 타이거스            | 야마우치 가즈히로 | 다이마이 오리온스          |
| 1962년 | 모리나가 가쓰하루 | 히로시마 카프            | 요시다 가쓰토요   | 도에이 플라이어스          |
| 1963년 | 에토 신이치       | 주니치 드래건스          | 하리모토 이사오   | 도에이 플라이어스          |
| 1963년 | 곤도 가즈히코     | 다이요 웨일스            | 히로세 요시노리   | 난카이 호크스              |
| 1963년 | 후지이 에이지     | 한신 타이거스            | 야마우치 가즈히로 | 다이마이 오리온스          |
| 1964년 | 에토 신이치       | 주니치 드래건스          | 다카쿠라 데루유키 | 니시테쓰 라이온스          |
| 1964년 | 곤도 가즈히코     | 다이요 웨일스            | 하리모토 이사오   | 도에이 플라이어스          |
| 1964년 | 시게마쓰 쇼조     | 다이요 웨일스            | 히로세 요시노리   | 난카이 호크스              |
| 1965년 | 에토 신이치       | 주니치 드래건스          | 하리모토 이사오   | 도에이 플라이어스          |
| 1965년 | 곤도 가즈히코     | 다이요 웨일스            | 히로세 요시노리   | 난카이 호크스              |
| 1965년 | 나카 아키오       | 주니치 드래건스          | 호리고메 모토아키 | 난카이 호크스              |
| 1966년 | 에토 신이치       | 주니치 드래건스          | 다카쿠라 데루유키 | 니시테쓰 라이온스          |
| 1966년 | 나카 아키오       | 주니치 드래건스          | 하리모토 이사오   | 도에이 플라이어스          |
| 1966년 | 야마모토 가즈요시 | 히로시마 카프            | 부스지마 쇼이치   | 도에이 플라이어스          |
| 1967년 | 곤도 가즈히코     | 다이요 웨일스            | 도이 마사히로     | 긴테쓰 버펄로스            |
| 1967년 | 시바타 이사오     | 요미우리 자이언츠        | 나가이케 도쿠지   | 한큐 브레이브스            |
| 1967년 | 나카 아키오       | 주니치 드래건스          | 하리모토 이사오   | 도에이 플라이어스          |
| 1968년 | 에토 신이치       | 주니치 드래건스          | 조지 올트먼       | 도쿄 오리온스              |
| 1968년 | 데이브 로버츠     | 산케이 아톰스            | 도이 마사히로     | 긴테쓰 버펄로스            |
| 1968년 | 야마우치 가즈히로 | 히로시마 도요 카프       | 하리모토 이사오   | 도에이 플라이어스          |
| 1969년 | 다카다 시게루     | 요미우리 자이언츠        | 나가이케 도쿠지   | 한큐 브레이브스            |
| 1969년 | 데이브 로버츠     | 아톰스                   | 나가부치 요조     | 긴테쓰 버펄로스            |
| 1969년 | 야마모토 가즈요시 | 히로시마 도요 카프       | 하리모토 이사오   | 도에이 플라이어스          |
| 1970년 | 에지리 아키라     | 다이요 웨일스            | 조지 올트먼       | 롯데 오리온스              |
| 1970년 | 다카다 시게루     | 요미우리 자이언츠        | 나가이케 도쿠지   | 한큐 브레이브스            |
| 1970년 | 나카 아키오       | 주니치 드래건스          | 하리모토 이사오   | 도에이 플라이어스          |
| 1971년 | 시바타 이사오     | 요미우리 자이언츠        | 가도타 히로미쓰   | 난카이 호크스              |
| 1971년 | 다카다 시게루     | 요미우리 자이언츠        | 조지 올트먼       | 롯데 오리온스              |
| 1971년 | 미즈타니 지쓰오   | 히로시마 도요 카프       | 나가이케 도쿠지   | 한큐 브레이브스            |
| 1972년 | 시바타 이사오     | 요미우리 자이언츠        | 나가이케 도쿠지   | 한큐 브레이브스            |
| 1972년 | 다카다 시게루     | 요미우리 자이언츠        | 하리모토 이사오   | 도에이 플라이어스          |
| 1972년 | 와카마쓰 쓰토무   | 야쿠르트 아톰스          | 후쿠모토 유타카   | 한큐 브레이브스            |
| 1973년 | 에지리 아키라     | 다이요 웨일스            | 나가이케 도쿠지   | 한큐 브레이브스            |
| 1973년 | 시바타 이사오     | 요미우리 자이언츠        | 하리모토 이사오   | 닛타쿠홈 플라이어스        |
| 1973년 | 와카마쓰 쓰토무   | 야쿠르트 아톰스          | 후쿠모토 유타카   | 한큐 브레이브스            |
| 1974년 | 진 마틴           | 주니치 드래건스          | 돈 뷰퍼드         | 다이헤이요 클럽 라이온스   |
| 1974년 | 스에쓰구 도시미쓰 | 요미우리 자이언츠        | 하리모토 이사오   | 닛폰햄 파이터스            |
| 1974년 | 와카마쓰 쓰토무   | 야쿠르트 스왈로스        | 후쿠모토 유타카   | 한큐 브레이브스            |
| 1975년 | 이노우에 히로아키 | 주니치 드래건스          | 사사키 교스케     | 긴테쓰 버펄로스            |
| 1975년 | 야마모토 고지     | 히로시마 도요 카프       | 백인천            | 다이헤이요 클럽 라이온스   |
| 1975년 | 로저 레포즈       | 야쿠르트 스왈로스        | 히로타 스미오     | 롯데 오리온스              |
| 1976년 | 하리모토 이사오   | 요미우리 자이언츠        | 가도타 히로미쓰   | 난카이 호크스              |
| 1976년 | 야자와 겐이치     | 주니치 드래건스          | 히로타 스미오     | 롯데 오리온스              |
| 1976년 | 와카마쓰 쓰토무   | 야쿠르트 스왈로스        | 후쿠모토 유타카   | 한큐 브레이브스            |
| 1977년 | 하리모토 이사오   | 요미우리 자이언츠        | 가도타 히로미쓰   | 난카이 호크스              |
| 1977년 | 야마모토 고지     | 히로시마 도요 카프       | 후쿠모토 유타카   | 한큐 브레이브스            |
| 1977년 | 와카마쓰 쓰토무   | 야쿠르트 스왈로스        | 레론 리           | 롯데 오리온스              |
| 1978년 | 찰리 매뉴엘       | 야쿠르트 스왈로스        | 사사키 교스케     | 긴테쓰 버펄로스            |
| 1978년 | 야마모토 고지     | 히로시마 도요 카프       | 후쿠모토 유타카   | 한큐 브레이브스            |
| 1978년 | 와카마쓰 쓰토무   | 야쿠르트 스왈로스        | 미노다 고지       | 한큐 브레이브스            |
| 1979년 | 마이크 레인베크   | 한신 타이거스            | 아라이 히로마사   | 난카이 호크스              |
| 1979년 | 야마모토 고지     | 히로시마 도요 카프       | 구리하시 시게루   | 긴테쓰 버펄로스            |
| 1979년 | 와카마쓰 쓰토무   | 야쿠르트 스왈로스        | 후쿠모토 유타카   | 한큐 브레이브스            |
| 1980년 | 스기우라 도루     | 야쿠르트 스왈로스        | 구리하시 시게루   | 긴테쓰 버펄로스            |
| 1980년 | 야마모토 고지     | 히로시마 도요 카프       | 후쿠모토 유타카   | 한큐 브레이브스            |
| 1980년 | 와카마쓰 쓰토무   | 야쿠르트 스왈로스        | 레론 리           | 롯데 오리온스              |
| 1981년 | 짐 라이틀         | 히로시마 도요 카프       | 시마다 마코토     | 닛폰햄 파이터스            |
| 1981년 | 다오 야스시       | 주니치 드래건스          | 테리 휫필드       | 세이부 라이온스            |
| 1981년 | 야마모토 고지     | 히로시마 도요 카프       | 후쿠모토 유타카   | 한큐 브레이브스            |
| 1982년 | 다오 야스시       | 주니치 드래건스          | 아라이 히로마사   | 난카이 호크스              |
| 1982년 | 나가사키 게이지   | 요코하마 다이요 웨일스   | 구리하시 시게루   | 긴테쓰 버펄로스            |
| 1982년 | 야마모토 고지     | 히로시마 도요 카프       | 후쿠모토 유타카   | 한큐 브레이브스            |
| 1983년 | 다오 야스시       | 주니치 드래건스          | 시마다 마코토     | 닛폰햄 파이터스            |
| 1983년 | 마쓰모토 다다시   | 요미우리 자이언츠        | 테리 휫필드       | 세이부 라이온스            |
| 1983년 | 야마모토 고지     | 히로시마 도요 카프       | 미노다 고지       | 한큐 브레이브스            |
| 1984년 | 야마사키 류조     | 히로시마 도요 카프       | 다카자와 히데아키 | 롯데 오리온스              |
| 1984년 | 야마모토 고지     | 히로시마 도요 카프       | 토미 크루즈       | 닛폰햄 파이터스            |
| 1984년 | 와카마쓰 쓰토무   | 야쿠르트 스왈로스        | 미노다 고지       | 한큐 브레이브스            |
| 1985년 | 스기우라 도루     | 야쿠르트 스왈로스        | 가나모리 에이지   | 세이부 라이온스            |
| 1985년 | 마유미 아키노부   | 한신 타이거스            | 구마노 데루미쓰   | 한큐 브레이브스            |
| 1985년 | 야마사키 류조     | 히로시마 도요 카프       | 요코타 마사시     | 롯데 오리온스              |
| 1986년 | 워렌 크로마티     | 요미우리 자이언츠        | 아키야마 고지     | 세이부 라이온스            |
| 1986년 | 야마모토 고지     | 히로시마 도요 카프       | 아라이 히로마사   | 긴테쓰 버펄로스            |
| 1986년 | 요시무라 사다아키 | 요미우리 자이언츠        | 요코타 마사시     | 롯데 오리온스              |
| 1987년 | 워렌 크로마티     | 요미우리 자이언츠        | 아키야마 고지     | 세이부 라이온스            |
| 1987년 | 카를로스 폰세     | 요코하마 다이요 웨일스   | 아라이 히로마사   | 긴테쓰 버펄로스            |
| 1987년 | 요시무라 사다아키 | 요미우리 자이언츠        | 토니 브루어       | 닛폰햄 파이터스            |
| 1988년 | 카를로스 폰세     | 요코하마 다이요 웨일스   | 아키야마 고지     | 세이부 라이온스            |
| 1988년 | 짐 파치오렉       | 요코하마 다이요 웨일스   | 다카자와 히데아키 | 롯데 오리온스              |
| 1988년 | 히로사와 가쓰미   | 야쿠르트 스왈로스        | 히라노 겐         | 세이부 라이온스            |
| 1989년 | 워렌 크로마티     | 요미우리 자이언츠        | 아키야마 고지     | 세이부 라이온스            |
| 1989년 | 히코노 도시카쓰   | 주니치 드래건스          | 후지이 야스오     | 오릭스 브레이브스          |
| 1989년 | 야마자키 겐이치   | 요코하마 다이요 웨일스   | 랄프 브라이언트   | 긴테쓰 버펄로스            |
| 1990년 | 짐 파치오렉       | 요코하마 다이요 웨일스   | 아키야마 고지     | 세이부 라이온스            |
| 1990년 | 하라 다쓰노리     | 요미우리 자이언츠        | 이시미네 가즈히코 | 오릭스 브레이브스          |
| 1990년 | 히로사와 가쓰미   | 야쿠르트 스왈로스        | 니시무라 노리후미 | 롯데 오리온스              |
| 1991년 | R. J. 레이놀즈    | 요코하마 다이요 웨일스   | 아키야마 고지     | 세이부 라이온스            |
| 1991년 | 하라 다쓰노리     | 요미우리 자이언츠        | 사사키 마코토     | 후쿠오카 다이에 호크스     |
| 1991년 | 히로사와 가쓰미   | 야쿠르트 스왈로스        | 히라이 미쓰치카   | 롯데 오리온스              |
| 1992년 | 이이다 데쓰야     | 야쿠르트 스왈로스        | 아키야마 고지     | 세이부 라이온스            |
| 1992년 | 마에다 도모노리   | 히로시마 도요 카프       | 사사키 마코토     | 후쿠오카 다이에 호크스     |
| 1992년 | 래리 시츠         | 요코하마 다이요 웨일스   | 다카하시 사토시   | 오릭스 블루웨이브          |
| 1993년 | 알론조 파웰       | 주니치 드래건스          | 아키야마 고지     | 세이부 라이온스            |
| 1993년 | 신조 쓰요시       | 한신 타이거스            | 사사키 마코토     | 후쿠오카 다이에 호크스     |
| 1993년 | 마에다 도모노리   | 히로시마 도요 카프       | 후지이 야스오     | 오릭스 블루웨이브          |
| 1994년 | 알론조 파웰       | 주니치 드래건스          | 이치로            | 오릭스 블루웨이브          |
| 1994년 | 글렌 브랙스       | 요코하마 베이스타스      | 케빈 라이머       | 후쿠오카 다이에 호크스     |
| 1994년 | 마에다 도모노리   | 히로시마 도요 카프       | 사사키 마코토     | 세이부 라이온스            |
| 1995년 | 알론조 파웰       | 주니치 드래건스          | 이치로            | 오릭스 블루웨이브          |
| 1995년 | 가네모토 도모아키 | 히로시마 도요 카프       | 사사키 마코토     | 세이부 라이온스            |
| 1995년 | 마쓰이 히데키     | 요미우리 자이언츠        | 다린 잭슨         | 세이부 라이온스            |
| 1996년 | 알론조 파웰       | 주니치 드래건스          | 이치로            | 오릭스 블루웨이브          |
| 1996년 | 마쓰이 히데키     | 요미우리 자이언츠        | 다구치 소         | 오릭스 블루웨이브          |
| 1996년 | 야마사키 다케시   | 주니치 드래건스          | 무라마쓰 아리히토 | 후쿠오카 다이에 호크스     |
| 1997년 | 스즈키 다카노리   | 요코하마 베이스타스      | 이치로            | 오릭스 블루웨이브          |
| 1997년 | 드웨인 호지       | 야쿠르트 스왈로스        | 사사키 마코토     | 세이부 라이온스            |
| 1997년 | 마쓰이 히데키     | 요미우리 자이언츠        | 터피 로즈         | 긴테쓰 버펄로스            |
| 1998년 | 스즈키 다카노리   | 요코하마 베이스타스      | 이치로            | 오릭스 블루웨이브          |
| 1998년 | 마에다 도모노리   | 히로시마 도요 카프       | 오무라 나오유키   | 긴테쓰 버펄로스            |
| 1998년 | 마쓰이 히데키     | 요미우리 자이언츠        | 시바하라 히로시   | 후쿠오카 다이에 호크스     |
| 1999년 | 세키카와 고이치   | 주니치 드래건스          | 이치로            | 오릭스 블루웨이브          |
| 1999년 | 다카하시 요시노부 | 요미우리 자이언츠        | 다니 요시토모     | 오릭스 블루웨이브          |
| 1999년 | 마쓰이 히데키     | 요미우리 자이언츠        | 터피 로즈         | 오사카 긴테쓰 버펄로스     |
| 2000년 | 가네모토 도모아키 | 히로시마 도요 카프       | 이치로            | 오릭스 블루웨이브          |
| 2000년 | 신조 쓰요시       | 한신 타이거스            | 시바하라 히로시   | 후쿠오카 다이에 호크스     |
| 2000년 | 마쓰이 히데키     | 요미우리 자이언츠        | 셔먼 오반도       | 닛폰햄 파이터스            |
| 2001년 | 이나바 아쓰노리   | 야쿠르트 스왈로스        | 이소베 고이치     | 오사카 긴테쓰 버펄로스     |
| 2001년 | 가네모토 도모아키 | 히로시마 도요 카프       | 다니 요시토모     | 오릭스 블루웨이브          |
| 2001년 | 마쓰이 히데키     | 요미우리 자이언츠        | 터피 로즈         | 오사카 긴테쓰 버펄로스     |
| 2002년 | 시미즈 다카유키   | 요미우리 자이언츠        | 오제키 다쓰야     | 세이부 라이온스            |
| 2002년 | 후쿠도메 고스케   | 주니치 드래건스          | 다니 요시토모     | 오릭스 블루웨이브          |
| 2002년 | 마쓰이 히데키     | 요미우리 자이언츠        | 터피 로즈         | 오사카 긴테쓰 버펄로스     |
| 2003년 | 아카호시 노리히로 | 한신 타이거스            | 다니 요시토모     | 오릭스 블루웨이브          |
| 2003년 | 알렉스 라미레스   | 야쿠르트 스왈로스        | 터피 로즈         | 오사카 긴테쓰 버펄로스     |
| 2003년 | 후쿠도메 고스케   | 주니치 드래건스          | 와다 가즈히로     | 세이부 라이온스            |
| 2004년 | 가네모토 도모아키 | 한신 타이거스            | SHINJO            | 홋카이도 닛폰햄 파이터스   |
| 2004년 | 시마 시게노부     | 히로시마 도요 카프       | 다니 요시토모     | 오릭스 블루웨이브          |
| 2004년 | 터피 로즈         | 요미우리 자이언츠        | 와다 가즈히로     | 세이부 라이온스            |
| 2005년 | 아오키 노리치카   | 야쿠르트 스왈로스        | 맷 프랑코         | 지바 롯데 마린스           |
| 2005년 | 아카호시 노리히로 | 한신 타이거스            | 미야지 가쓰히코   | 후쿠오카 소프트뱅크 호크스 |
| 2005년 | 가네모토 도모아키 | 한신 타이거스            | 와다 가즈히로     | 세이부 라이온스            |
| 2006년 | 아오키 노리치카   | 도쿄 야쿠르트 스왈로스   | 이나바 아쓰노리   | 홋카이도 닛폰햄 파이터스   |
| 2006년 | 가네모토 도모아키 | 한신 타이거스            | 마쓰나카 노부히코 | 후쿠오카 소프트뱅크 호크스 |
| 2006년 | 후쿠도메 고스케   | 주니치 드래건스          | 와다 가즈히로     | 세이부 라이온스            |
| 2007년 | 아오키 노리치카   | 도쿄 야쿠르트 스왈로스   | 이나바 아쓰노리   | 홋카이도 닛폰햄 파이터스   |
| 2007년 | 알렉스 라미레스   | 도쿄 야쿠르트 스왈로스   | 모리모토 히초리   | 홋카이도 닛폰햄 파이터스   |
| 2007년 | 다카하시 요시노부 | 요미우리 자이언츠        | 오무라 나오유키   | 후쿠오카 소프트뱅크 호크스 |
| 2008년 | 알렉스 라미레스   | 요미우리 자이언츠        | 이나바 아쓰노리   | 홋카이도 닛폰햄 파이터스   |
| 2008년 | 아오키 노리치카   | 도쿄 야쿠르트 스왈로스   | 구리야마 다쿠미   | 사이타마 세이부 라이온스   |
| 2008년 | 가네모토 도모아키 | 한신 타이거스            | 릭 쇼트           | 도호쿠 라쿠텐 골든이글스   |
| 2009년 | 알렉스 라미레스   | 요미우리 자이언츠        | 이나바 아쓰노리   | 홋카이도 닛폰햄 파이터스   |
| 2009년 | 아오키 노리치카   | 도쿄 야쿠르트 스왈로스   | 이토이 요시오     | 홋카이도 닛폰햄 파이터스   |
| 2009년 | 우치카와 세이이치 | 요코하마 베이스타스      | 쓰치야 뎃페이     | 도호쿠 라쿠텐 골든이글스   |
| 2010년 | 맷 머턴           | 한신 타이거스            | 다무라 히토시     | 후쿠오카 소프트뱅크 호크스 |
| 2010년 | 아오키 노리치카   | 도쿄 야쿠르트 스왈로스   | T-오카다          | 오릭스 버펄로스            |
| 2010년 | 와다 가즈히로     | 주니치 드래건스          | 구리야마 다쿠미   | 사이타마 세이부 라이온스   |
| 2011년 | 조노 히사요시     | 요미우리 자이언츠        | 이토이 요시오     | 홋카이도 닛폰햄 파이터스   |
| 2011년 | 맷 머턴           | 한신 타이거스            | 우치카와 세이이치 | 후쿠오카 소프트뱅크 호크스 |
| 2011년 | 아오키 노리치카   | 도쿄 야쿠르트 스왈로스   | 구리야마 다쿠미   | 사이타마 세이부 라이온스   |
| 2012년 | 조노 히사요시     | 요미우리 자이언츠        | 이토이 요시오     | 홋카이도 닛폰햄 파이터스   |
| 2012년 | 오시마 요헤이     | 주니치 드래건스          | 가쿠나카 가쓰야   | 지바 롯데 마린스           |
| 2012년 | 블라디미르 발렌틴 | 도쿄 야쿠르트 스왈로스   | 우치카와 세이이치 | 후쿠오카 소프트뱅크 호크스 |
| 2013년 | 블라디미르 발렌틴 | 도쿄 야쿠르트 스왈로스   | 하세가와 유야     | 후쿠오카 소프트뱅크 호크스 |
| 2013년 | 맷 머턴           | 한신 타이거스            | 우치카와 세이이치 | 후쿠오카 소프트뱅크 호크스 |
| 2013년 | 조노 히사요시     | 요미우리 자이언츠        | 나카타 쇼         | 홋카이도 닛폰햄 파이터스   |
| 2014년 | 맷 머턴           | 한신 타이거스            | 이토이 요시오     | 오릭스 버펄로스            |
| 2014년 | 마루 요시히로     | 히로시마 도요 카프       | 야나기타 유키     | 후쿠오카 소프트뱅크 호크스 |
| 2014년 | 유헤이            | 도쿄 야쿠르트 스왈로스   | 나카타 쇼         | 홋카이도 닛폰햄 파이터스   |
| 2015년 | 쓰쓰고 요시토모   | 요코하마 DeNA 베이스타스 | 아키야마 쇼고     | 사이타마 세이부 라이온스   |
| 2015년 | 후쿠도메 고스케   | 한신 타이거스            | 야나기타 유키     | 후쿠오카 소프트뱅크 호크스 |
| 2015년 | 히라타 료스케     | 주니치 드래건스          | 기요타 이쿠히로   | 지바 롯데 마린스           |
| 2016년 | 스즈키 세이야     | 히로시마 도요 카프       | 가쿠나카 가쓰야   | 지바 롯데 마린스           |
| 2016년 | 쓰쓰고 요시토모   | 요코하마 DeNA 베이스타스 | 이토이 요시오     | 오릭스 버펄로스            |
| 2016년 | 마루 요시히로     | 히로시마 도요 카프       | 니시카와 하루키   | 홋카이도 닛폰햄 파이터스   |
| 2017년 | 마루 요시히로     | 히로시마 도요 카프       | 야나기타 유키     | 후쿠오카 소프트뱅크 호크스 |
| 2017년 | 스즈키 세이야     | 히로시마 도요 카프       | 아키야마 쇼고     | 사이타마 세이부 라이온스   |
| 2017년 | 쓰쓰고 요시토모   | 요코하마 DeNA 베이스타스 | 니시카와 하루키   | 홋카이도 닛폰햄 파이터스   |
| 2018년 | 마루 요시히로     | 히로시마 도요 카프       | 야나기타 유키     | 후쿠오카 소프트뱅크 호크스 |
| 2018년 | 스즈키 세이야     | 히로시마 도요 카프       | 아키야마 쇼고     | 사이타마 세이부 라이온스   |
| 2018년 | 네프탈리 소토     | 요코하마 DeNA 베이스타스 | 요시다 마사타카   | 오릭스 버펄로스            |
| 2019년 | 스즈키 세이야     | 히로시마 도요 카프       | 아키야마 쇼고     | 사이타마 세이부 라이온스   |
| 2019년 | 마루 요시히로     | 요미우리 자이언츠        | 요시다 마사타카   | 오릭스 버펄로스            |
| 2019년 | 네프탈리 소토     | 요코하마 DeNA 베이스타스 | 오기노 다카시     | 지바 롯데 마린스           |
| 2020년 | 사노 게이타       | 요코하마 DeNA 베이스타스 | 야나기타 유키     | 후쿠오카 소프트뱅크 호크스 |
| 2020년 | 마루 요시히로     | 요미우리 자이언츠        | 요시다 마사타카   | 오릭스 버펄로스            |
| 2020년 | 스즈키 세이야     | 히로시마 도요 카프       | 곤도 겐스케       | 홋카이도 닛폰햄 파이터스   |
| 2021년 | 스즈키 세이야     | 히로시마 도요 카프       | 스기모토 유타로   | 오릭스 버펄로스            |
| 2021년 | 지카모토 고지     | 한신 타이거스            | 요시다 마사타카   | 오릭스 버펄로스            |
| 2021년 | 시오미 야스타카   | 도쿄 야쿠르트 스왈로스   | 야나기타 유키     | 후쿠오카 소프트뱅크 호크스 |
| 2022년 | 지카모토 고지     | 한신 타이거스            | 마쓰모토 고       | 홋카이도 닛폰햄 파이터스   |
| 2022년 | 사노 게이타       | 요코하마 DeNA 베이스타스 | 야나기타 유키     | 후쿠오카 소프트뱅크 호크스 |
| 2022년 | 오카바야시 유키   | 주니치 드래건스          | 시마우치 히로아키 | 도호쿠 라쿠텐 골든이글스   |
| 2023년 | 지카모토 고지     | 한신 타이거스            | 곤도 겐스케       | 후쿠오카 소프트뱅크 호크스 |
| 2023년 | 니시카와 료마     | 히로시마 도요 카프       | 만나미 추세이     | 홋카이도 닛폰햄 파이터스   |
| 2023년 | 오카바야시 유키   | 주니치 드래건스          | 야나기타 유키     | 후쿠오카 소프트뱅크 호크스 |
| 2024년 | 도밍고 산타나     | 도쿄 야쿠르트 스왈로스   | 다쓰미 료스케     | 도호쿠 라쿠텐 골든이글스   |
| 2024년 | 호소카와 세이야   | 주니치 드래건스          | 곤도 겐스케       | 후쿠오카 소프트뱅크 호크스 |
| 2024년 | 지카모토 고지     | 한신 타이거스            | 슈토 우쿄         | 후쿠오카 소프트뱅크 호크스 |

#### 지명 타자(퍼시픽 리그)
| 연도   | 성명                  | 소속                       |
| ------ | --------------------- | -------------------------- |
| 1975년 | 나가이케 도쿠지       | 한큐 브레이브스            |
| 1976년 | 오타 다쿠지           | 다이헤이요 클럽 라이온스   |
| 1977년 | 다카이 야스히로       | 한큐 브레이브스            |
| 1978년 | 도이 마사히로         | 크라운라이터 라이온스      |
| 1979년 | 찰리 매뉴엘           | 긴테쓰 버펄로스            |
| 1980년 | 찰리 매뉴엘           | 긴테쓰 버펄로스            |
| 1981년 | 가도타 히로미쓰       | 난카이 호크스              |
| 1982년 | 토니 솔레이터         | 닛폰햄 파이터스            |
| 1983년 | 가도타 히로미쓰       | 난카이 호크스              |
| 1984년 | 레론 리               | 롯데 오리온스              |
| 1985년 | 레론 리               | 롯데 오리온스              |
| 1986년 | 이시미네 가즈히코     | 한큐 브레이브스            |
| 1987년 | 이시미네 가즈히코     | 한큐 브레이브스            |
| 1988년 | 가도타 히로미쓰       | 난카이 호크스              |
| 1989년 | 가도타 히로미쓰       | 오릭스 브레이브스          |
| 1990년 | 오레스테스 데스트라데 | 세이부 라이온스            |
| 1991년 | 오레스테스 데스트라데 | 세이부 라이온스            |
| 1992년 | 오레스테스 데스트라데 | 세이부 라이온스            |
| 1993년 | 랄프 브라이언트       | 긴테쓰 버펄로스            |
| 1994년 | 랄프 브라이언트       | 긴테쓰 버펄로스            |
| 1995년 | 트로이 닐             | 오릭스 블루웨이브          |
| 1996년 | 트로이 닐             | 오릭스 블루웨이브          |
| 1997년 | 도밍고 마르티네스     | 세이부 라이온스            |
| 1998년 | 나이젤 윌슨           | 닛폰햄 파이터스            |
| 1999년 | 필 클락               | 긴테쓰 버펄로스            |
| 2000년 | 나이젤 윌슨           | 닛폰햄 파이터스            |
| 2001년 | 프랭크 볼릭           | 지바 롯데 마린스           |
| 2002년 | 와다 가즈히로         | 세이부 라이온스            |
| 2003년 | 알렉스 카브레라       | 세이부 라이온스            |
| 2004년 | 페르난도 세기뇰       | 홋카이도 닛폰햄 파이터스   |
| 2005년 | 마쓰나카 노부히코     | 후쿠오카 소프트뱅크 호크스 |
| 2006년 | 페르난도 세기뇰       | 홋카이도 닛폰햄 파이터스   |
| 2007년 | 야마사키 다케시       | 도호쿠 라쿠텐 골든이글스   |
| 2008년 | 터피 로즈             | 오릭스 버펄로스            |
| 2009년 | 야마사키 다케시       | 도호쿠 라쿠텐 골든이글스   |
| 2010년 | 후쿠우라 가즈야       | 지바 롯데 마린스           |
| 2011년 | 호세 페르난데스       | 사이타마 세이부 라이온스   |
| 2012년 | 윌리 모 페냐          | 후쿠오카 소프트뱅크 호크스 |
| 2013년 | 미첼 어브레이유       | 홋카이도 닛폰햄 파이터스   |
| 2014년 | 나카무라 다케야       | 사이타마 세이부 라이온스   |
| 2015년 | 이대호                | 후쿠오카 소프트뱅크 호크스 |
| 2016년 | 오타니 쇼헤이         | 홋카이도 닛폰햄 파이터스   |
| 2017년 | 알프레도 데스파이네   | 후쿠오카 소프트뱅크 호크스 |
| 2018년 | 곤도 겐스케           | 홋카이도 닛폰햄 파이터스   |
| 2019년 | 알프레도 데스파이네   | 후쿠오카 소프트뱅크 호크스 |
| 2020년 | 구리야마 다쿠미       | 사이타마 세이부 라이온스   |
| 2021년 | 곤도 겐스케           | 홋카이도 닛폰햄 파이터스   |
| 2022년 | 요시다 마사타카       | 오릭스 버펄로스            |
| 2023년 | 그레고리 폴랑코       | 지바 롯데 마린스           |
| 2024년 | 프란밀 레예스         | 홋카이도 닛폰햄 파이터스   |

## 베스트 나인에 관한 주요 기록

### 여러 차례 수상자(야수)
- 굵은 글씨: 현역 선수

| 선수              | 횟 수 | 연도                                             |
| ----------------- | ----- | ------------------------------------------------ |
| 노무라 가쓰야     | 19    | 1956~1968년, 1970~1973년, 1975~1976년            |
| 오 사다하루       | 18    | 1962~1979년                                      |
| 나가시마 시게오   | 17    | 1958~1974년                                      |
| 하리모토 이사오   | 16    | 1960~1970년, 1972~1974년, 1976~1977년            |
| 가와카미 데쓰하루 | 10    | 1940년, 1947~1949년, 1951년, 1953년, 1955~1958년 |
| 야마우치 가즈히로 | 10    | 1954~1957년, 1959~1963년, 1968년                 |
| 아리토 미치요     | 10    | 1969~1975년, 1977년, 1980~1981년                 |
| 후쿠모토 유타카   | 10    | 1972~1974년, 1976~1982년                         |
| 야마모토 고지     | 10    | 1975년, 1977~1984년, 1986년                      |
| 오치아이 히로미쓰 | 10    | 1981~1986년, 1988~1991년                         |
| 이토 쓰토무       | 10    | 1985~1988년, 1990~1992년, 1997~1998년, 2002년    |
| 요시다 요시오     | 9     | 1955~1960년, 1962년, 1964~1965년                 |
| 에노모토 기하치   | 9     | 1955년, 1959~1964년, 1966년, 1968년              |
| 와카마쓰 쓰토무   | 9     | 1972~1974년, 1976~1980년, 1984년                 |
| 후루타 아쓰야     | 9     | 1991~1993년, 1995년, 1997년, 1999~2001년, 2004년 |
| 아베 신노스케     | 9     | 2002년, 2007~2014년                              |
| 오시타 히로시     | 8     | 1947년, 1949~1954년, 1957년                      |
| 모리 마사히코     | 8     | 1961~1968년                                      |
| 이시게 히로미치   | 8     | 1981~1983년, 1985~1987년, 1992~1993년            |
| 아키야마 고지     | 8     | 1986~1993년                                      |
| 마쓰이 히데키     | 8     | 1995~2002년                                      |
| 아사무라 히데토   | 8     | 2013년, 2016~2020년, 2022~2023년                 |
| 야나기타 유키     | 8     | 2014~2015년, 2017~2018년, 2020~2023년            |

### 여러 차례 수상자(투수)
- 굵은 글씨: 현역 선수

| 선수                       | 횟 수 | 연도                                  |
| -------------------------- | ----- | ------------------------------------- |
| 벳쇼 다케히코(벳쇼 아키라) | 6     | 1947~1948년, 1951~1952년, 1955~1956년 |
| 이나오 가즈히사            | 5     | 1957~1958년, 1961~1963년              |
| 야마다 히사시              | 5     | 1971~1972년, 1976~1977년, 1979년      |
| 사이토 마사키              | 5     | 1989~1990년, 1992년, 1995~1996년      |
| 스가노 도모유키            | 5     | 2014년, 2017~2018년, 2020년, 2024년   |
| 가네다 마사이치            | 3     | 1957~1958년, 1963년                   |
| 무라야마 미노루            | 3     | 1962년, 1965~1966년                   |
| 스즈키 게이시              | 3     | 1969년, 1975년, 1978년                |
| 구도 기미야스              | 3     | 1987년, 1993년, 2000년                |
| 마쓰자카 다이스케          | 3     | 1999~2001년                           |
| 마에다 겐타                | 3     | 2010년, 2013년, 2015년                |
| 야마모토 요시노부          | 3     | 2021~2023년                           |

### 주요 기록
최다 수상자
노무라 가쓰야 - 19회(1956년 ~ 1968년, 1970년 ~ 1973년, 1975년, 1976년) ※모두 포수 부문
- 투수 부문 : 벳쇼 다케히코 - 6회
- 1루수 부문 : 오 사다하루 - 18회
- 2루수 부문 : 치바 시게루·다카기 모리미치·아사무라 히데토 - 7회
- 3루수 부문 : 나가시마 시게오 - 17회
- 유격수 부문 : 요시다 요시오 - 9회
- 외야수 부문 : 하리모토 이사오 - 16회

최다 연속 수상자
오 사다하루 - 18년 연속 18회(1962년 ~ 1979년) ※모두 1루수 부문
- 투수 부문 : 이나오 가즈히사·마쓰자카 다이스케·야마모토 요시노부 - 3년 연속
- 포수 부문 : 노무라 가쓰야 - 13년 연속
- 2루수 부문 : 치바 시게루 - 7년 연속
- 3루수 부문 : 나가시마 시게오 - 17년 연속
- 유격수 부문 : 마쓰이 가즈오 - 7년 연속
- 외야수 부문 : 하리모토 이사오 - 11년 연속

최다 포지션 수상자
마유미 아키노부 - 포지션 3개 부문(유격수, 2루수, 외야수로서 각각 1회 수상)
오치아이 히로미쓰 - 포지션 3개 부문(1루수는 4회, 2루수는 2회, 3루수는 4회)
마쓰나카 노부히코 - 포지션 3개 부문(1루수는 3회, 지명타자는 1회, 외야수는 1회)
선정될 당시의 소속 구단 최다 기록
터피 로즈 - 3개 구단에서 베스트 나인 수상, 총 7회(오사카 긴테쓰 버펄로스에서는 5회, 요미우리 자이언츠에서는 1회, 오릭스 버펄로스에서는 1회) ※이적할 당시에만 해당되며 구단 매각에 의한 소속 구단 변경을 제외
입단 당시부터 은퇴할 때까지 전체 연도에서의 수상자
나가시마 시게오 - 17년 연속 17회(1958년 입단 ~ 1974년 은퇴) ※모두 3루수 부문
최다 복수 포지션 수상자
오타니 쇼헤이 - 1회(2016년, 투수와 지명 타자 부문에서 동시 수상)
규정 투구 이닝 미달에도 불구하고 베스트 나인에 선정된 투수
사사키 가즈히로(1998년) - 56.0이닝
오타니 쇼헤이(2016년) - 140.0이닝
동일 연도에서의 최다 선출 구단
세이부 라이온스(1992년) - 8명

## 수상자 선정에 대한 논란과 비판
똑같이 선수에게 주어지는 골든 글러브상과 마찬가지로 취재 기자들의 투표에 의한 선출이며 기명제이지만 일반에 공개되진 않기 때문에 불가능한 투표가 문제시된 적이 있다. 그해 야구계를 대표하는 선수를 수여하기 위한 상임에도 불구하고 시즌 종료 후 방출되거나 타율 1할 대의 부진, 수비 기회가 거의 없는 선수와 ‘베스트 나인’에 도저히 해당되지 않는 자격 미달 선수가 투표를 받는 등 인터넷상에서는 팬들로부터 명백한 선정 이유 또는 기준을 요구하는 목소리가 높아지면서 투표한 기자의 책임 소재를 명확히 가려내기 위해 기명 투표를 통해서 공개를 요구해야 한다는 비판의 목소리가 있다.

### 센트럴 리그
2020년 센트럴 리그 베스트 나인에서는 요미우리 자이언츠의 외야수로서 4경기 출전에 그쳐 방출 통보를 받은 이스라엘 모타에게 외야수 부문에서 1표가 던져졌다. 또한 같은 요미우리의 2루수로서 5경기에 출전하여 방출된 요시카와 다이키에게도 2루수 부문에서 3표가 나오게 되자, 이쪽은 같은 팀의 요시카와 나오키로 혼동했을 가능성이 거론됐다.
2021년 센트럴 리그 베스트 나인에서는 41경기(외야수 출전은 10경기, 1루수 출전은 23경기)에 출전하여 타율 0.174, 2홈런의 성적을 거둔 한신 타이거스의 요카와 나오마사에게 외야수 부문 1표가 나왔다.
2022년 센트럴 리그 베스트 나인에서는 리그 36년 만의 타격 부문 3관왕을 달성하고 팀의 리그 우승을 이끈 도쿄 야쿠르트 스왈로스의 무라카미 무네타카가 3루수 부문에서 몰표가 나오지 않았고 요코하마 DeNA 베이스타스의 미야자키 도시로에게 1표가 들어갔다. 더 나아가 38경기에 출전하여 타율 0.189, 0홈런의 성적을 거둔 한신의 다카야마 슌, 47경기(외야수 출전은 8경기, 1루수 출전은 29경기)에 출전하여 타율 0.136, 0홈런를 기록한 야쿠르트의 아라키 다카히로에게 외야수 부문에서 1표가 나오게 되면서 아라키에 이르러서는 2년 연속으로 고작 1표만 나오는 일이 있었다.
2023년 센트럴 리그 베스트 나인에서는 21경기에 출전하여 타율 0.125, 0홈런을 기록한 고바야시 세이지가 포수 부문에서 1표가 나왔다. 같은 해에는 그 외에도 86경기 타율 0.215, 0홈런을 기록한 다카하시 슈헤이 등 센트럴 리그 전체에서 19명이 1표 뿐이었다.
2024년 센트럴 리그 베스트 나인에서는 25경기에 출전하여 타율 0.190, 0홈런을 기록한 이노우에 겐토가 외야수 부문에서 1표가 나왔다.

### 퍼시픽 리그
2020년 퍼시픽 리그 베스트 나인에서는 후쿠오카 소프트뱅크 호크스의 외야수로 출전하여 2경기 출전에 그친 아카시 겐지에게 외야수 부문에서 1표가 나왔고, 역시 소프트뱅크의 외야수로서 63경기에 출전하여 타율 0.181의 성적을 기록한 우에바야시 세이지, 지바 롯데 마린스의 외야수로 58경기에 출전하여 타율 0.216을 기록한 후쿠다 슈헤이에게도 외야수 부문에서 1표가 나왔다.
2021년 퍼시픽 리그 베스트 나인에서는 투수 부문 5관왕(다승왕, 최우수 평균 자책점, 최다 탈삼진, 최고 승률, 최다 완봉)을 달성했고 팀의 리그 우승도 이끈 오릭스 버펄로스의 야마모토 요시노부가 투수 부문에서 만표가 아닌 오릭스의 미야기 히로야, 지바 롯데의 마스다 나오야, 소프트뱅크의 센가 고다이에게도 표가 나왔다.
2022년 퍼시픽 리그 베스트 나인에서는 오릭스의 야마모토 요시노부가 작년에 이어 투수 부문 5관왕을 달성하여 더 나아가 노히트 노런도 달성하고 리그 우승도 이끌었지만 그해 퍼시픽 리그 베스트 나인에서도 만표가 나오지 않아 지바 롯데의 사사키 로키, 소프트뱅크의 센가 고다이에게도 표가 나왔다. 야수로서는 41경기에 출전하여 타율 0.209, 1홈런의 성적을 남긴 지바 롯데의 스가노 쓰요시, 20경기에 출전하여 타율 0.171, 0홈런의 성적을 남긴 역시 지바 롯데의 후쿠다 슈헤이에게 외야수 부문에서 1표가 나왔다. 위에서 말하는 바와 같이 후쿠다는 2020년에도 똑같은 표가 나왔던 선수이다.
2023년 퍼시픽 리그 베스트 나인에서는 유격수 부문에서 해당 포지션을 1경기 5이닝 밖에 지키지 않은 마키하라 다이세이에게 1표가 나왔다. 더 나아가 3년 연속 투수 4관왕과 2년 연속 노히트 노런, 리그 우승을 연거푸 달성한 야마모토 요시노부는 또다시 만표가 나오지 않았고 미일 통산 250 세이브를 달성한 히라노 요시히사에게 1표가 나왔다. 그 외에도 50경기에서 타율 0.240, 1홈런을 기록한 오기노 다카시 등 퍼시픽 리그 전체에서 16명이 1표 뿐이었다.
2024년 퍼시픽 리그 베스트 나인에서는 7경기에 출전하여 타율 0.100, 0홈런을 기록한 나이토 호가 1루수 부문에서 1표가 나왔다.

## 같이 보기
- 미쓰이 골든 글러브상
- 사와무라 에이지상
- 쇼리키 마쓰타로상